# Grenze zwischen Lettland und Litauen

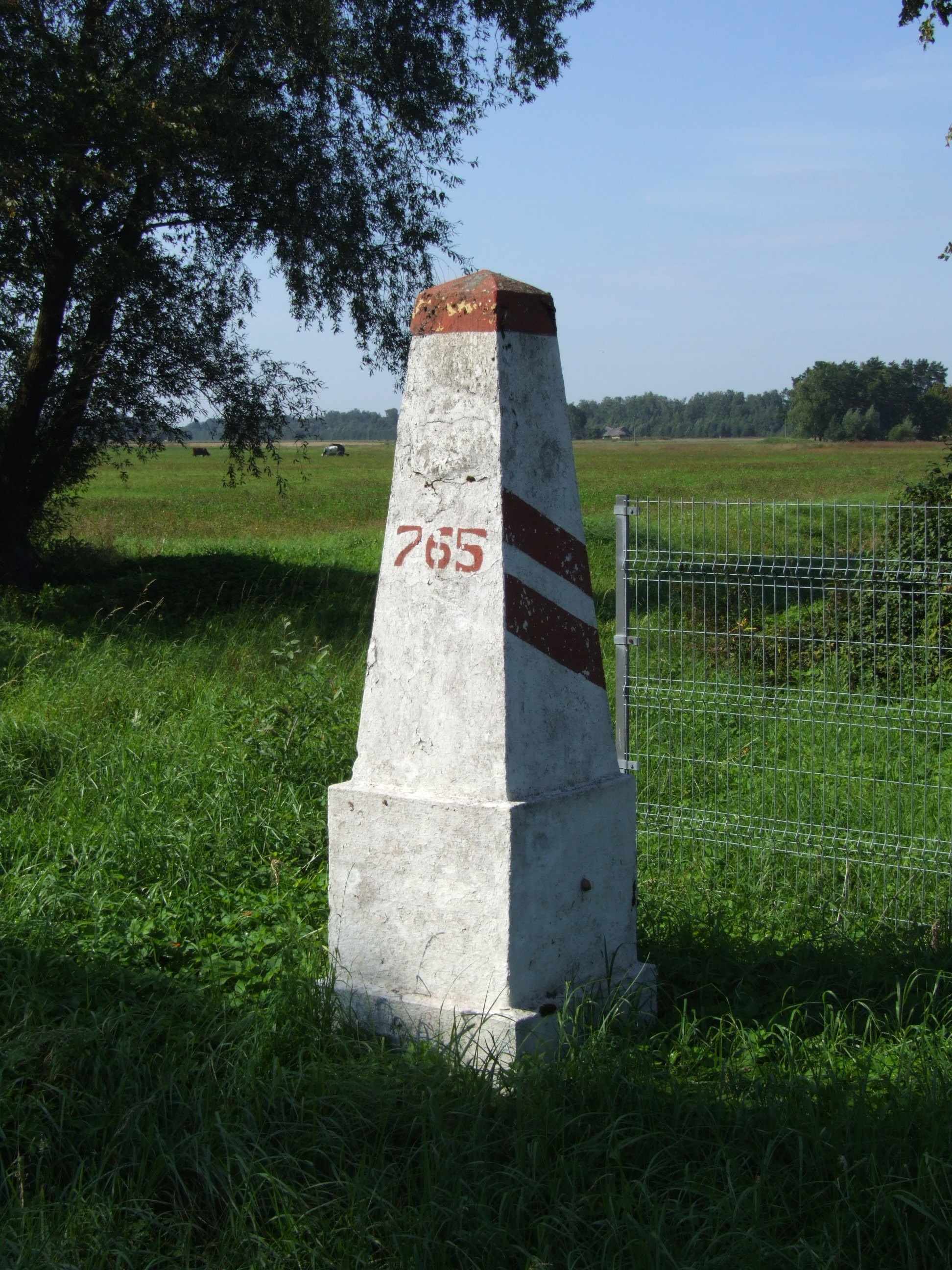
Grenzstein an der lettisch-litauischen Grenze

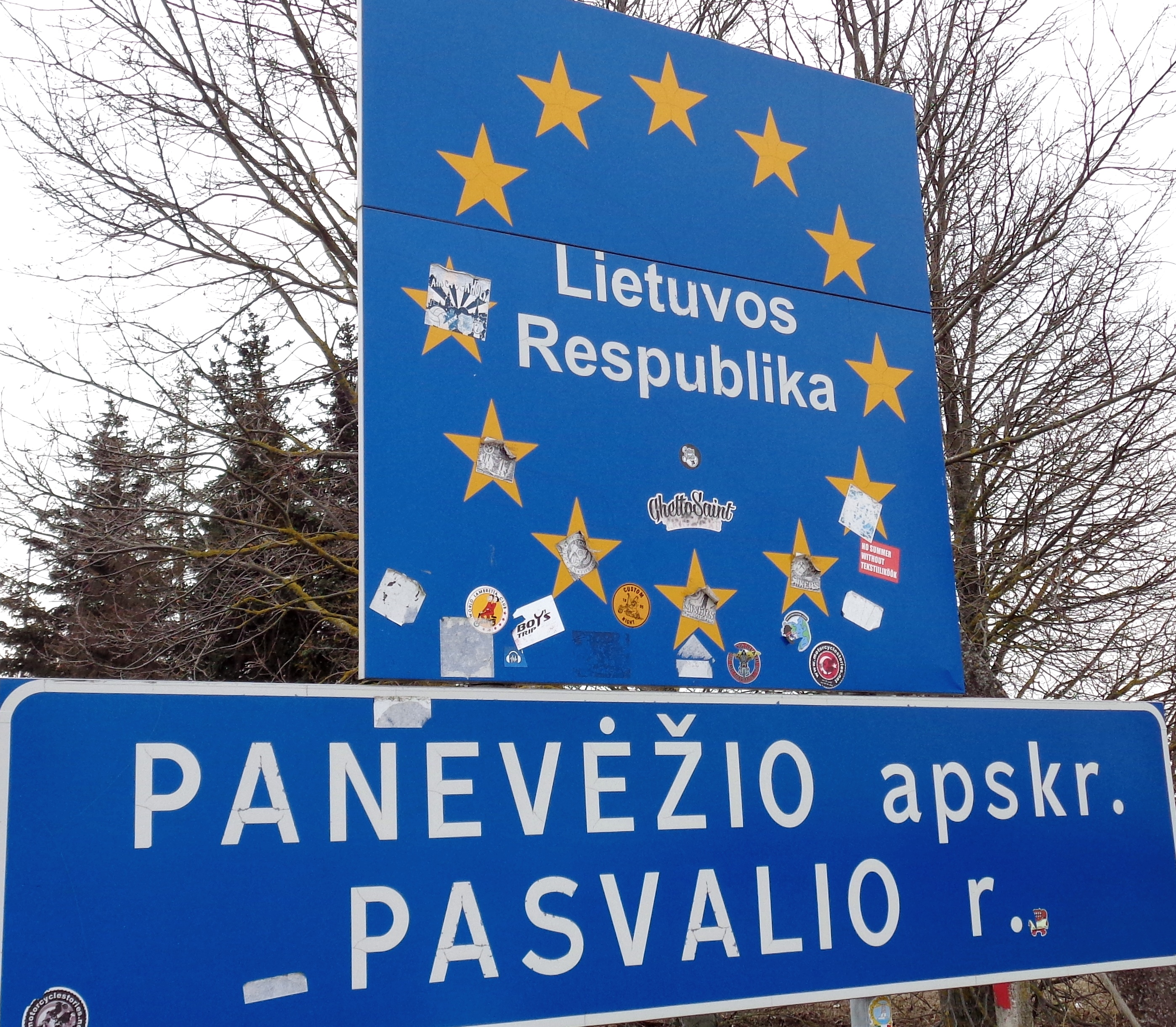
Litauisches Grenzschild nahe Šalnaičiai

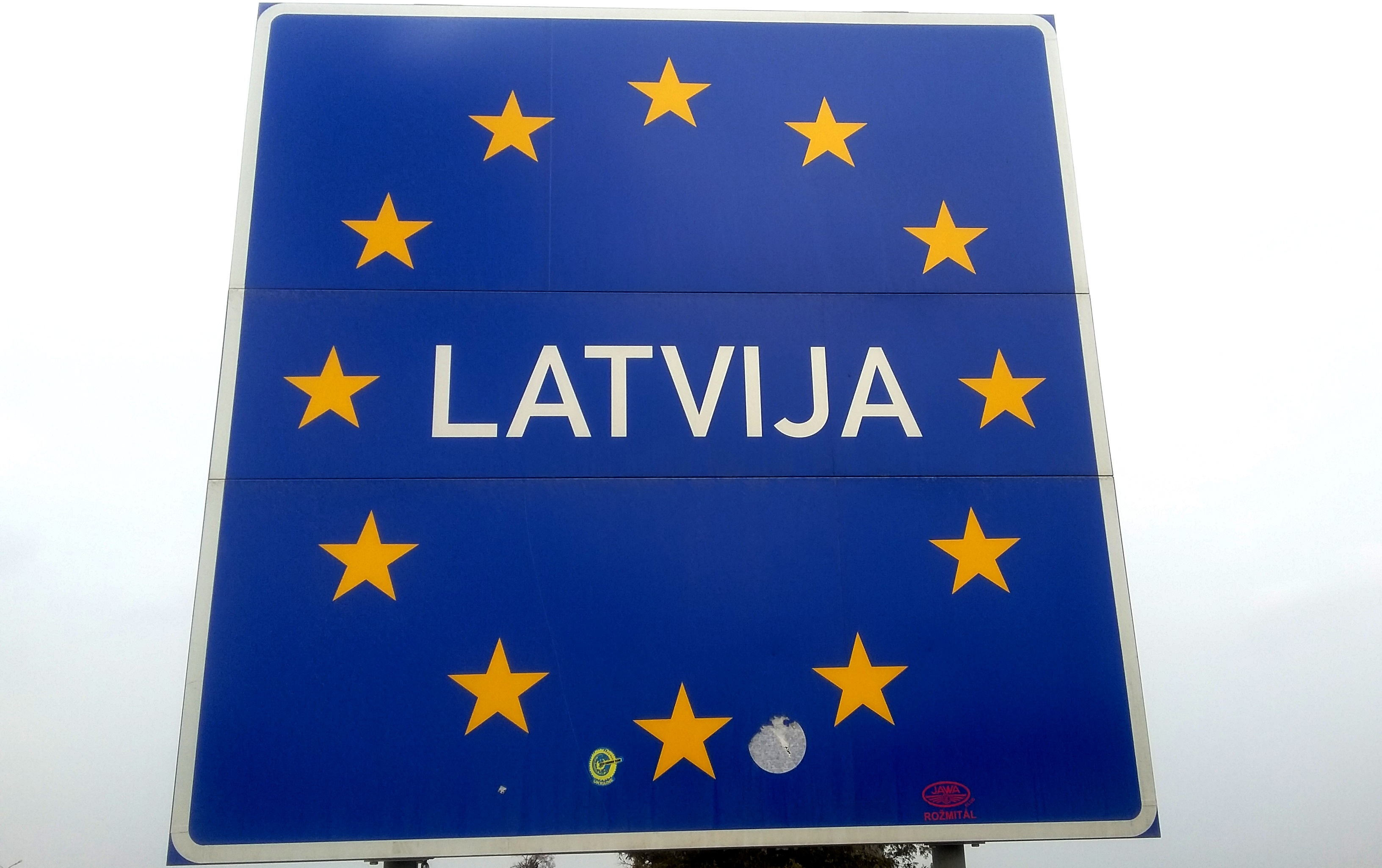
Lettisches Grenzschild nahe Grenctāle

Die lettisch-litauische Grenze ist die Staatsgrenze zwischen Lettland und Litauen. Die Länge der Landesgrenze beträgt 588,1 km zuzüglich 22,2 km Seegrenze.
Die Grenze beginnt am Dreiländereck mit Belarus nördlich des Drūkšiai-Sees  und erstreckt sich bis zur Ostseeküste, wo sie zwischen Palanga (Litauen, deutsch Polangen) und Rucava (Lettland, deutsch Rutzau) endet. Die Hoheitsgebiete reichen 22,2 km westlich in die Ostsee. Die Grenze verläuft 30 km entlang des Flusses Šventoji (deutsch Heiligenaa).

## Geschichte
Die Grenzziehung stammt aus dem Jahr 1918, als beide Staaten ihre Unabhängigkeit erklärten. Es gab einige Streitigkeiten über die genaue Lage der Grenze, die jedoch nach einigen Jahren im Litauisch-Lettischen Grenzvertrag vom 30. März 1921 beigelegt wurden. Diese Auseinandersetzungen betrafen Orte, an denen die Grenzen der alten russischen Provinz nicht der Sprachverteilung entsprachen, und entstanden im Zusammenhang mit Eisenbahnstrecken sowie in der Frage des Meereszuganges Litauens im Bereich der Hafenstadt Polangen.
Die Grenze wurde mit der Eingliederung in die Sowjetunion zu einer inneren Grenze zwischen den Sowjetrepubliken. Die internationale Grenze wurde 1991 bei der Unabhängigkeit beider Staaten wiederhergestellt. Nach langwierigen Verhandlungen wurde im Juli 1999 die Grenze zwischen den Hoheitsgewässern als Gerade zwischen 56° 4′ 8,9″ N, 21° 3′ 51,5″ O und 56° 2′ 43,5″ N, 20° 42′ 35″ O festgelegt.

## Grenzverlauf
Zwischen 1991 und 2007 gab es Grenzkontrollen zwischen den Ländern, die aufgegeben wurden, nachdem beide Staaten im Dezember 2007 dem Schengener Abkommen beitraten, wodurch ein uneingeschränkter Grenzübertritt ermöglicht wurde.
Ein unkontrollierter Übergang zwischen beiden Ländern ist an jedem begehbaren Punkt möglich. Markierungen durch Grenzpfähle oder Hinweisschilder am Straßenrand gibt es in größeren Abständen. Nur an wenigen Stellen sind noch Reste von Grenzbefestigungen erkennbar.
Die Liste dokumentiert eine vergangene Situation, markiert aber Übergänge, die verkehrstechnisch für den internationalen Verkehr von Bedeutung waren. Verkehrseinschränkungen gibt es nur durch allgemeine Verkehrsvorschriften. Außerdem sind Grenzorte angegeben, die auffällig sind.
| Lettland                                                       | Lettland                                                                 | ⇄                                                                        | Litauen                                                                  | Litauen                                                                      | Position                         |
| -------------------------------------------------------------- | ------------------------------------------------------------------------ | ------------------------------------------------------------------------ | ------------------------------------------------------------------------ | ---------------------------------------------------------------------------- | -------------------------------- |
| Seegrenze der Hoheitsgebiete                                   | Seegrenze der Hoheitsgebiete                                             | Seegrenze der Hoheitsgebiete                                             | Seegrenze der Hoheitsgebiete                                             | Seegrenze der Hoheitsgebiete                                                 | 56° 2′ 43,5″ N, 20° 42′ 35″ O    |
| Nida, Bezirk Rucava, Kurland                                   |                                                                          | [ Anm. 2 ] [ 5 ] [ 6 ]                                                   |                                                                          | Būtingė, Palanga, Bezirk Klaipėda                                            | 56° 4′ 9,3″ N, 21° 3′ 54,7″ O    |
| Nida, Bezirk Rucava, Kurland                                   |                                                                          | [ Anm. 3 ] [ Anm. 4 ] [ 7 ]                                              |                                                                          | Būtingė, Palanga, Bezirk Klaipėda                                            | 56° 4′ 37,9″ N, 21° 7′ 21,2″ O   |
| Nida, Bezirk Rucava, Kurland                                   | A11                                                                      | [ Anm. 4 ]                                                               | A13                                                                      | Būtingė, Palanga, Bezirk Klaipėda                                            | 56° 4′ 37,9″ N, 21° 7′ 21,2″ O   |
| Mežnoras (Lankuti), Bezirk Rucava, Kurland                     | ←                                                                        | [ Anm. 5 ] [ Anm. 6 ] [ 8 ]                                              | →                                                                        | Sriauptai (Lenkimai), Rajongemeinde Skuodas, Bezirk Klaipėda                 | 56° 13′ 19,7″ N, 21° 20′ 50,3″ O |
| Lukne, Bezirk Rucava, Kurland                                  | [ 9 ]                                                                    | [ 9 ]                                                                    | [ 9 ]                                                                    | Luknės, Rajongemeinde Skuodas, Bezirk Klaipėda                               | 56° 14′ 26,9″ N, 21° 25′ 54,1″ O |
| Sedviņi, Bezirk Rucava, Kurland                                | V 1219                                                                   | [ Anm. 7 ] [ 10 ]                                                        |                                                                          | Gurstiškė, Rajongemeinde Skuodas, Bezirk Klaipėda                            | 56° 17′ 10,8″ N, 21° 29′ 18,7″ O |
| Ozoli (deutsch Oseln), Bezirk Priekule, Kurland                | ·                                                                        | ·                                                                        | ·                                                                        | Kulai, Rajongemeinde Skuodas, Bezirk Klaipėda                                | 56° 17′ 35,4″ N, 21° 31′ 58,3″ O |
| Plūdoņi (Priekule, deutsch Preekuln), Bezirk Priekule, Kurland | P114                                                                     | [ Anm. 10 ] [ 12 ]                                                       | K169                                                                     | Narvydžiai (Skuodas), Rajongemeinde Skuodas, Bezirk Klaipėda                 | 56° 17′ 45,4″ N, 21° 32′ 20,2″ O |
| Aizvīķi, Bezirk Priekule, Kurland                              | V 1213 ←                                                                 | [ 13 ]                                                                   | 3711                                                                     | Viršilai (Gėsalai), Rajongemeinde Skuodas, Bezirk Klaipėda                   | 56° 19′ 44,5″ N, 21° 44′ 26,5″ O |
| Vaiņode, Bezirk Vaiņode, Kurland                               | V 1209                                                                   | [ 14 ]                                                                   | 2713                                                                     | Skliaustė, Rajongemeinde Skuodas, Bezirk Klaipėda                            | 56° 22′ 53,8″ N, 21° 57′ 21,8″ O |
| Vaiņode, Bezirk Vaiņode, Kurland                               | ·                                                                        | ·                                                                        | ·                                                                        | Dautarai, Rajongemeinde Mažeikiai, Bezirk Telšiai                            | 56° 23′ 43,1″ N, 21° 58′ 49,6″ O |
| Pikelmuiža, Bezirk Saldus (deutsch Bezirk Frauenburg), Kurland |                                                                          | [ Anm. 5 ] [ Anm. 12 ] [ 16 ]                                            |                                                                          | Pikeliai (deutsch Pikellen), Rajongemeinde Mažeikiai, Bezirk Telšiai         | 56° 25′ 42,3″ N, 22° 6′ 53″ O    |
| Kalni, Bezirk Saldus, Kurland                                  | [ Anm. 13 ] [ 17 ]                                                       | [ Anm. 13 ] [ 17 ]                                                       | [ Anm. 13 ] [ 17 ]                                                       | Pikeliai (deutsch Pikellen), Rajongemeinde Mažeikiai, Bezirk Telšiai         | 56° 25′ 52,3″ N, 22° 7′ 59,9″ O  |
| Griezes muiža, Bezirk Saldus, Kurland                          | [ Anm. 14 ] [ 18 ]                                                       | [ Anm. 14 ] [ 18 ]                                                       | [ Anm. 14 ] [ 18 ]                                                       | Griežė, , Rajongemeinde Mažeikiai, Bezirk Telšiai                            | 56° 25′ 18,9″ N, 22° 11′ 28,7″ O |
| Ezere, Bezirk Saldus, Kurland                                  | P106                                                                     | [ Anm. 4 ] [ Anm. 15 ] [ 19 ]                                            | K163                                                                     | Buknaičiai, Bezirk Telšiai                                                   | 56° 24′ 3,6″ N, 22° 21′ 47,9″ O  |
| Druvas, Bezirk Saldus, Kurland                                 | V 1161                                                                   | [ Anm. 5 ] [ Anm. 16 ] [ 20 ]                                            | 1003                                                                     | Laižuva (deutsch Leischau), Rajongemeinde Mažeikiai, Bezirk Telšiai          | 56° 23′ 17,4″ N, 22° 33′ 19,4″ O |
| Reņģe (deutsch Ringen), Bezirk Saldus, Kurland                 | ·                                                                        | ·                                                                        | ·                                                                        | Mažeikiai, Rajongemeinde Mažeikiai, Bezirk Telšiai                           | 56° 22′ 46,3″ N, 22° 37′ 13,2″ O |
| Vadakste, Bezirk Saldus, Kurland                               |                                                                          | [ Anm. 18 ] [ 22 ] [ 23 ]                                                |                                                                          | Kivyliai (Pipiriai), Rajongemeinde Akmenė, Bezirk Šiauliai                   | 56° 22′ 11,3″ N, 22° 45′ 10,2″ O |
| Priedula, Bezirk Saldus, Kurland                               | V 1159                                                                   | [ Anm. 5 ] [ 24 ]                                                        | 1015                                                                     | Klykoliai, Rajongemeinde Akmenė, Bezirk Šiauliai                             | 56° 22′ 1,2″ N, 22° 50′ 2,5″ O   |
| Bileiķi, Bezirk Saldus, Kurland                                | 1001                                                                     | 1001                                                                     | 1001                                                                     | Vegeriai, Rajongemeinde Akmenė, Bezirk Šiauliai                              | 56° 23′ 1,8″ N, 22° 55′ 24,6″ O  |
| Vitiņi, Bezirk Auce, Semgallen                                 | P104                                                                     | [ Anm. 5 ] [ 26 ]                                                        | 1001                                                                     | Vegeriai, Rajongemeinde Akmenė, Bezirk Šiauliai                              | 56° 24′ 53,4″ N, 22° 56′ 28,2″ O |
| Rubeņi, Bezirk Auce, Semgallen                                 | [ Anm. 20 ] [ 27 ]                                                       | [ Anm. 20 ] [ 27 ]                                                       | [ Anm. 20 ] [ 27 ]                                                       | Vegeriai, Rajongemeinde Akmenė, Bezirk Šiauliai                              | 56° 23′ 35,2″ N, 23° 0′ 30,3″ O  |
| Žagare, Bezirk Tērvete, Semgallen                              | P95                                                                      | [ Anm. 5 ] [ Anm. 21 ] [ 28 ]                                            | 1602                                                                     | Žagarė (deutsch Schagarren), Rajongemeinde Joniškis, Bezirk Šiauliai         | 56° 22′ 18″ N, 23° 16′ 14,1″ O   |
| Blankenfelde (ehemals: Saulīte), Bezirk Jelgava, Semgallen     | V 1078 ←                                                                 | [ Anm. 22 ] [ 29 ]                                                       | 1607 →                                                                   | Vaineikiai, Rajongemeinde Joniškis, Bezirk Šiauliai                          | 56° 20′ 7,6″ N, 23° 33′ 33,9″ O  |
| Robežnieku kapi (Eleja), Bezirk Jelgava, Semgallen             | [ Anm. 23 ] [ 30 ]                                                       | [ Anm. 23 ] [ 30 ]                                                       | [ Anm. 23 ] [ 30 ]                                                       | Milvydžiai, Rajongemeinde Joniškis, Bezirk Šiauliai                          | 56° 21′ 33,6″ N, 23° 37′ 41,4″ O |
| Meitene (Eleja), Bezirk Jelgava, Semgallen                     | [ 31 ]                                                                   | [ 31 ]                                                                   | [ 31 ]                                                                   | Šarkiai, Rajongemeinde Joniškis, Bezirk Šiauliai                             | 56° 21′ 48,9″ N, 23° 39′ 31,5″ O |
| Meitene (Eleja), Bezirk Jelgava, Semgallen                     | A8 · E77                                                                 | [ Anm. 4 ] [ Anm. 24 ] [ 32 ]                                            | A12 · E77                                                                | Kalviai, Rajongemeinde Joniškis, Bezirk Šiauliai                             | 56° 21′ 54,6″ N, 23° 40′ 25,5″ O |
| Sarkaņi, Bezirk Rundāle, Semgallen                             |                                                                          | [ Anm. 25 ] [ 33 ]                                                       |                                                                          | Geručiai, Rajongemeinde Pakruojis, Bezirk Šiauliai (deutsch Bezirk Schaulen) | 56° 19′ 46,4″ N, 23° 58′ 59,4″ O |
| Ādžūni, Bezirk Bauska, Semgallen                               | V1028                                                                    | [ Anm. 5 ] [ 34 ]                                                        | 2912                                                                     | Žeimelis (deutsch Scheimeln), Rajongemeinde Pakruojis, Bezirk Šiauliai       | 56° 18′ 36,6″ N, 24° 1′ 26″ O    |
| Lībieši, Bezirk Bauska, Semgallen                              | V 1029                                                                   | [ 35 ]                                                                   | 3105 →                                                                   | Plonėnas, Rajongemeinde Pakruojis, Bezirk Šiauliai                           | 56° 14′ 56,9″ N, 24° 7′ 14,4″ O  |
| Krievgaļi, Bezirk Bauska, Semgallen                            | V 1026                                                                   | [ Anm. 26 ] [ Anm. 5 ] [ 36 ]                                            | 3104                                                                     | Puodžiūnai, Rajongemeinde Pasvalys, Bezirk Panevėžys                         | 56° 15′ 44,2″ N, 24° 11′ 38,3″ O |
| Uzvara, Bezirk Bauska, Semgallen                               | V 1025                                                                   | ·                                                                        | 3105                                                                     | Kiemėnai, Rajongemeinde Pasvalys, Bezirk Panevėžys                           | 56° 16′ 51,9″ N, 24° 15′ 56,1″ O |
| Paliepas                                                       | ·                                                                        | ·                                                                        | ·                                                                        | Kamardė, Rajongemeinde Pasvalys, Bezirk Panevėžys                            | 56° 17′ 47,1″ N, 24° 17′ 10,5″ O |
| Grenctāle (Vecliepas), Bezirk Bauska, Semgallen                | A7 · E67                                                                 | [ Anm. 4 ] [ 39 ]                                                        | A10 · E67                                                                | Saločiai (Gniaužiai), Rajongemeinde Pasvalys, Bezirk Panevėžys               | 56° 16′ 28,8″ N, 24° 21′ 55,8″ O |
| Grenzüberschreitende Pipeline LV→LT (Öl, unterirdisch)         | Grenzüberschreitende Pipeline LV→LT (Öl, unterirdisch)                   | Grenzüberschreitende Pipeline LV→LT (Öl, unterirdisch)                   | Grenzüberschreitende Pipeline LV→LT (Öl, unterirdisch)                   | Grenzüberschreitende Pipeline LV→LT (Öl, unterirdisch)                       | 56° 15′ 37,5″ N, 24° 25′ 48,1″ O |
| Tunkūni                                                        | N [ Anm. 31 ] [ 40 ]                                                     | N [ Anm. 31 ] [ 40 ]                                                     | N [ Anm. 31 ] [ 40 ]                                                     | Kubiliūnai, Rajongemeinde Pasvalys, Bezirk Panevėžys                         | 56° 15′ 32,9″ N, 24° 27′ 25,6″ O |
| Vier Erdgas- und Öl-Pipelines „Freundschaft“/«Дру́жба» LT→LV    | Vier Erdgas- und Öl-Pipelines „Freundschaft“/«Дру́жба» LT→LV              | Vier Erdgas- und Öl-Pipelines „Freundschaft“/«Дру́жба» LT→LV              | Vier Erdgas- und Öl-Pipelines „Freundschaft“/«Дру́жба» LT→LV              | Vier Erdgas- und Öl-Pipelines „Freundschaft“/«Дру́жба» LT→LV                  | 56° 16′ 54,9″ N, 24° 31′ 34,8″ O |
| Bārdžūni, Bezirk Bauska, Semgallen                             | [ Anm. 5 ] [ 41 ]                                                        | [ Anm. 5 ] [ 41 ]                                                        | [ Anm. 5 ] [ 41 ]                                                        | Joneliai, Rajongemeinde Biržai, Bezirk Panevėžys                             | 56° 17′ 21,1″ N, 24° 33′ 55,9″ O |
| Skaistkalne, Bezirk Vecumnieki, Semgallen                      | P 189                                                                    | [ Anm. 33 ] [ 42 ]                                                       | K190                                                                     | Germaniškis, Rajongemeinde Biržai, Bezirk Panevėžys                          | 56° 22′ 40,6″ N, 24° 38′ 41,2″ O |
| Nördlichster Punkt Litauens                                    | Nördlichster Punkt Litauens                                              | Nördlichster Punkt Litauens                                              | Nördlichster Punkt Litauens                                              | Nördlichster Punkt Litauens                                                  | 56° 27′ 0,6″ N, 24° 53′ 5,4″ O   |
| Öl-Pipeline „Freundschaft“/«Дру́жба» LV→LT                      | Öl-Pipeline „Freundschaft“/«Дру́жба» LV→LT                                | Öl-Pipeline „Freundschaft“/«Дру́жба» LV→LT                                | Öl-Pipeline „Freundschaft“/«Дру́жба» LV→LT                                | Öl-Pipeline „Freundschaft“/«Дру́жба» LV→LT                                    | 56° 12′ 41,3″ N, 25° 4′ 13,9″ O  |
| Pilskalne Bezirk Nereta, Semgallen                             | [ Anm. 5 ] [ Anm. 36 ] [ 44 ]                                            | [ Anm. 5 ] [ Anm. 36 ] [ 44 ]                                            | [ Anm. 5 ] [ Anm. 36 ] [ 44 ]                                            | Kvetkai, Rajongemeinde Biržai, Bezirk Panevėžys                              | 56° 10′ 41,8″ N, 25° 8′ 44,3″ O  |
| Nereta, Bezirk Nereta, Semgallen                               | P75                                                                      | [ Anm. 5 ] [ 45 ]                                                        | 3647                                                                     | Suvainiškis, Rajongemeinde Rokiškis, Bezirk Panevėžys                        | 56° 9′ 37,7″ N, 25° 16′ 46,6″ O  |
| Muitnieki, Bezirk Viesīte, Sēlija                              | ←                                                                        | [ 46 ]                                                                   | 3601                                                                     | Ilzenbergas, Rajongemeinde Rokiškis, Bezirk Panevėžys                        | 56° 9′ 24,2″ N, 25° 30′ 27,4″ O  |
| Aknīste (deutsch Oknist), Bezirk Aknīste, Oberlettland         | V774                                                                     | [ Anm. 5 ] [ 47 ]                                                        | 3620                                                                     | Juodupė (deutsch Judoppe), Rajongemeinde Rokiškis, Bezirk Panevėžys          | 56° 7′ 34,6″ N, 25° 41′ 4,8″ O   |
| [ Anm. 37 ]                                                    | 3603                                                                     | N [ 48 ]                                                                 | 3603                                                                     | Butkūnai, Rajongemeinde Rokiškis, Bezirk Panevėžys                           | 56° 0′ 29,7″ N, 25° 50′ 56,1″ O  |
| Pasubate (Subate), Bezirk Ilūkste, Sēlija/Semgallen            | P70                                                                      | [ Anm. 4 ] [ 49 ]                                                        | K122                                                                     | Obeliai, Rajongemeinde Rokiškis, Bezirk Panevėžys                            | 55° 59′ 59,1″ N, 25° 53′ 50″ O   |
| Eglaine (Vitkuški), Bezirk Ilūkste, Sēlija/Semgallen           | [ Anm. 38 ] [ 50 ]                                                       | [ Anm. 38 ] [ 50 ]                                                       | [ Anm. 38 ] [ 50 ]                                                       | Obeliai, Rajongemeinde Rokiškis, Bezirk Panevėžys                            | 55° 59′ 59,1″ N, 25° 53′ 50″ O   |
| Celiņi (Annasmuiža), Bezirk Ilūkste, Sēlija/Semgallen          | [ 51 ]                                                                   | [ 51 ]                                                                   | [ 51 ]                                                                   | Kamariškiai, Rajongemeinde Zarasai, Bezirk Utena                             | 55° 55′ 48,6″ N, 26° 3′ 49,3″ O  |
| Cielaviņas, Bezirk Ilūkste, Sēlija/Semgallen                   | [ 52 ]                                                                   | [ 52 ]                                                                   | [ 52 ]                                                                   | Raudinė, Rajongemeinde Zarasai, Bezirk Utena                                 | 55° 52′ 18,4″ N, 26° 9′ 39,4″ O  |
| Sudmalnieki, Bezirk Ilūkste, Sēlija/Semgallen                  | [ Anm. 5 ] [ 53 ]                                                        | [ Anm. 5 ] [ 53 ]                                                        | [ Anm. 5 ] [ 53 ]                                                        | Stelmužė, Rajongemeinde Zarasai, Bezirk Utena                                | 55° 49′ 51,6″ N, 26° 13′ 54,5″ O |
| Ēģipte, Bezirk Daugavpils, Sēlija/Semgallen                    | A13 · E262                                                               |                                                                          | A6 · E262                                                                | Smėlynė, Rajongemeinde Zarasai, Bezirk Utena                                 | 55° 44′ 41,6″ N, 26° 18′ 36″ O   |
| Ēģipte, Bezirk Daugavpils, Sēlija/Semgallen                    | [ Anm. 39 ] [ 54 ]                                                       |                                                                          |                                                                          | Smėlynė, Rajongemeinde Zarasai, Bezirk Utena                                 | 55° 44′ 41,6″ N, 26° 18′ 36″ O   |
| Grendze, Bezirk Daugavpils, Sēlija/Semgallen                   | Historisches Dreiländereck Lettland – Litauen – Polen vor September 1939 | Historisches Dreiländereck Lettland – Litauen – Polen vor September 1939 | Historisches Dreiländereck Lettland – Litauen – Polen vor September 1939 | Mateikiškė, Rajongemeinde Zarasai, Bezirk Utena                              | 55° 42′ 40″ N, 26° 24′ 28″ O     |
| Zemgale (Matkunci), Bezirk Daugavpils, Sēlija/Semgallen        | [ Anm. 41 ] [ 56 ]                                                       | [ Anm. 41 ] [ 56 ]                                                       | [ Anm. 41 ] [ 56 ]                                                       | Turmantas, Rajongemeinde Zarasai, Bezirk Utena                               | 55° 42′ 12,5″ N, 26° 28′ 4,2″ O  |
| Grivočka (Demene), Bezirk Daugavpils, Sēlija/Semgallen         | V 723                                                                    | [ Anm. 42 ] [ Anm. 5 ] [ 57 ]                                            | 5318                                                                     | Skirna (Tilžė), Rajongemeinde Zarasai, Bezirk Utena                          | 55° 40′ 30,6″ N, 26° 35′ 0,1″ O  |
| Dreiländereck Litauen – Lettland – Belarus ·                   | Dreiländereck Litauen – Lettland – Belarus ·                             | Dreiländereck Litauen – Lettland – Belarus ·                             | Dreiländereck Litauen – Lettland – Belarus ·                             | Dreiländereck Litauen – Lettland – Belarus ·                                 | 55° 40′ 50″ N, 26° 37′ 50″ O     |

### Galerie

Grenzansichten
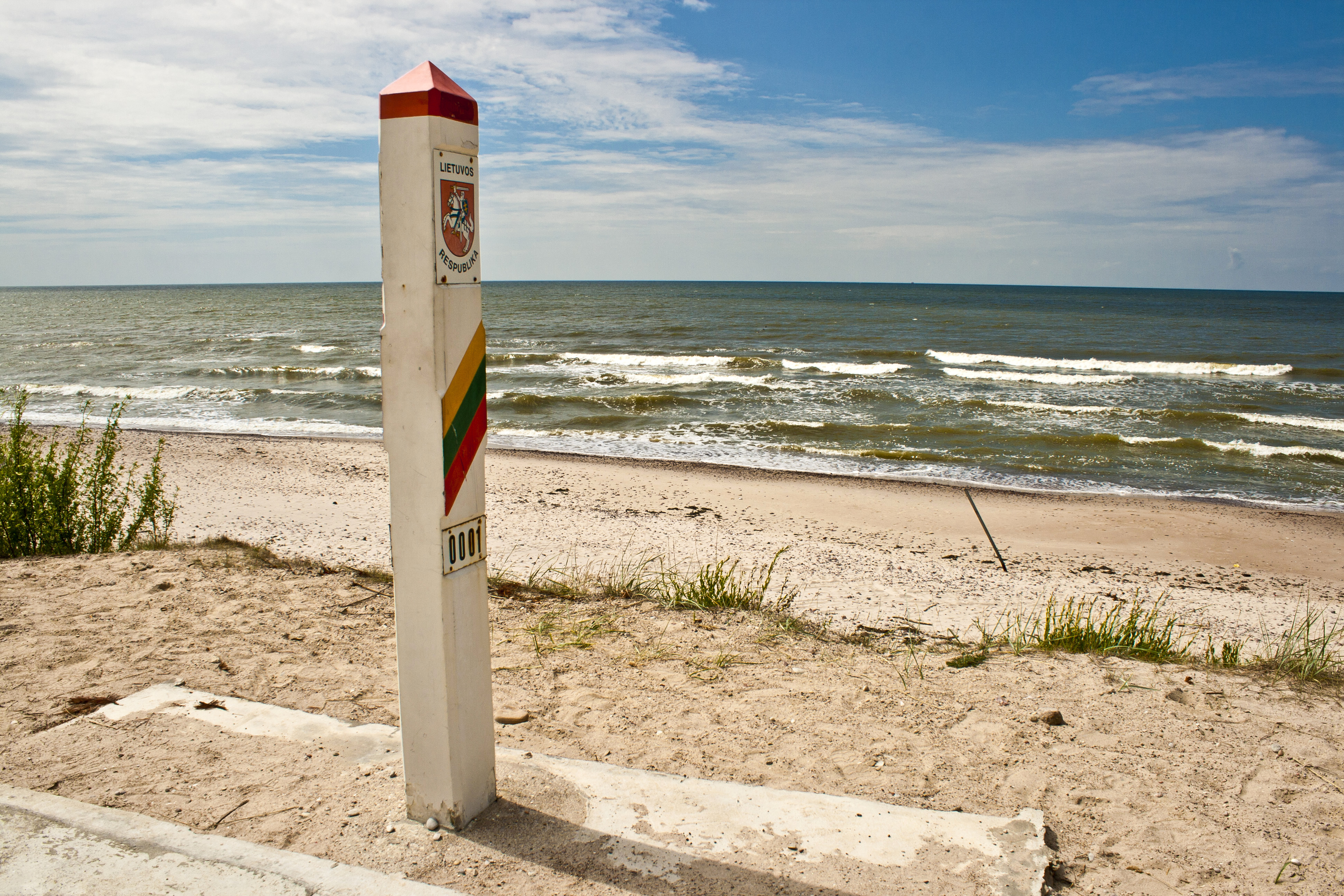
Grenzpfosten 1 am Strand
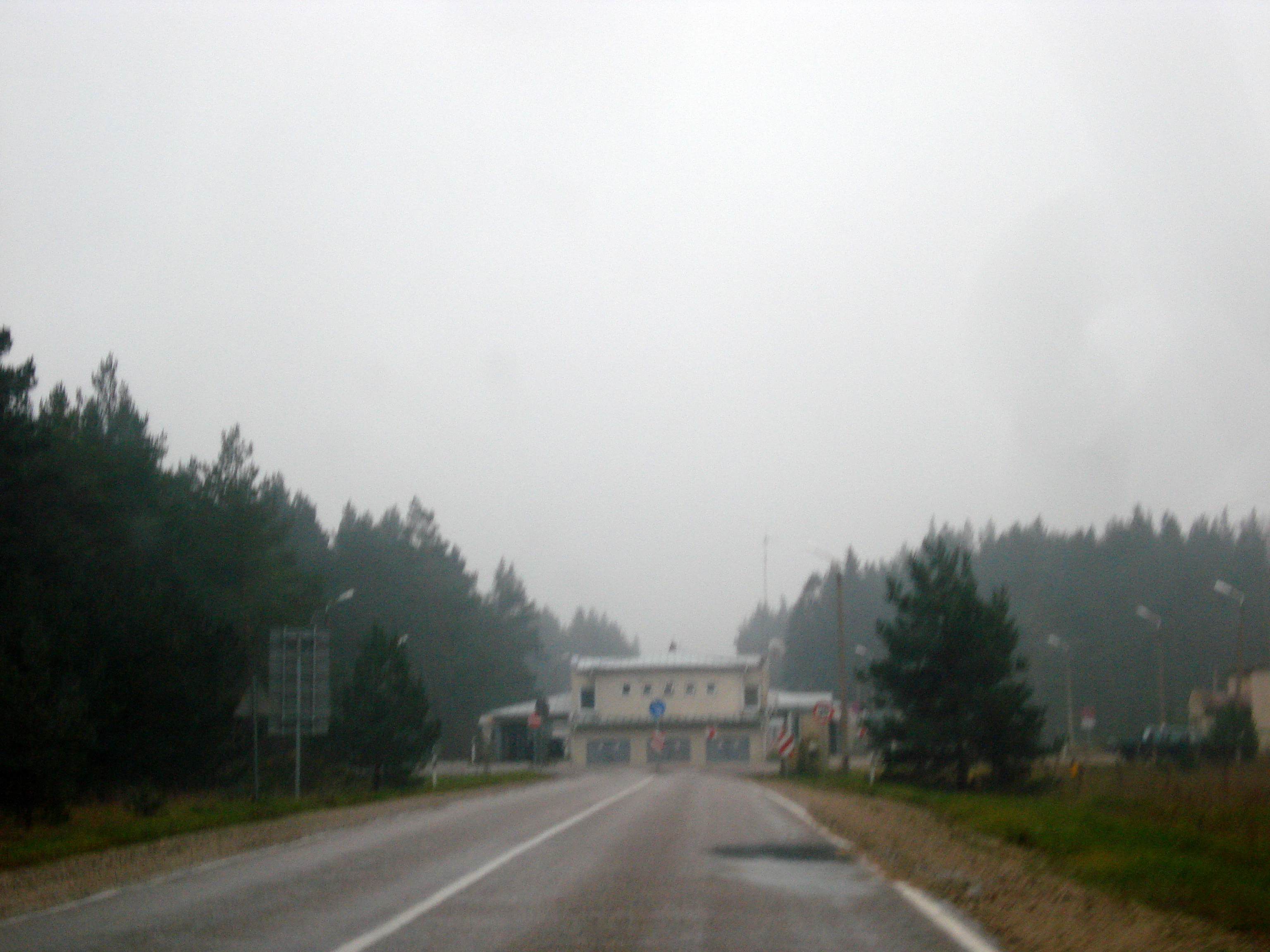
Ehemalige Grenzstation bei Nida/Būtingė
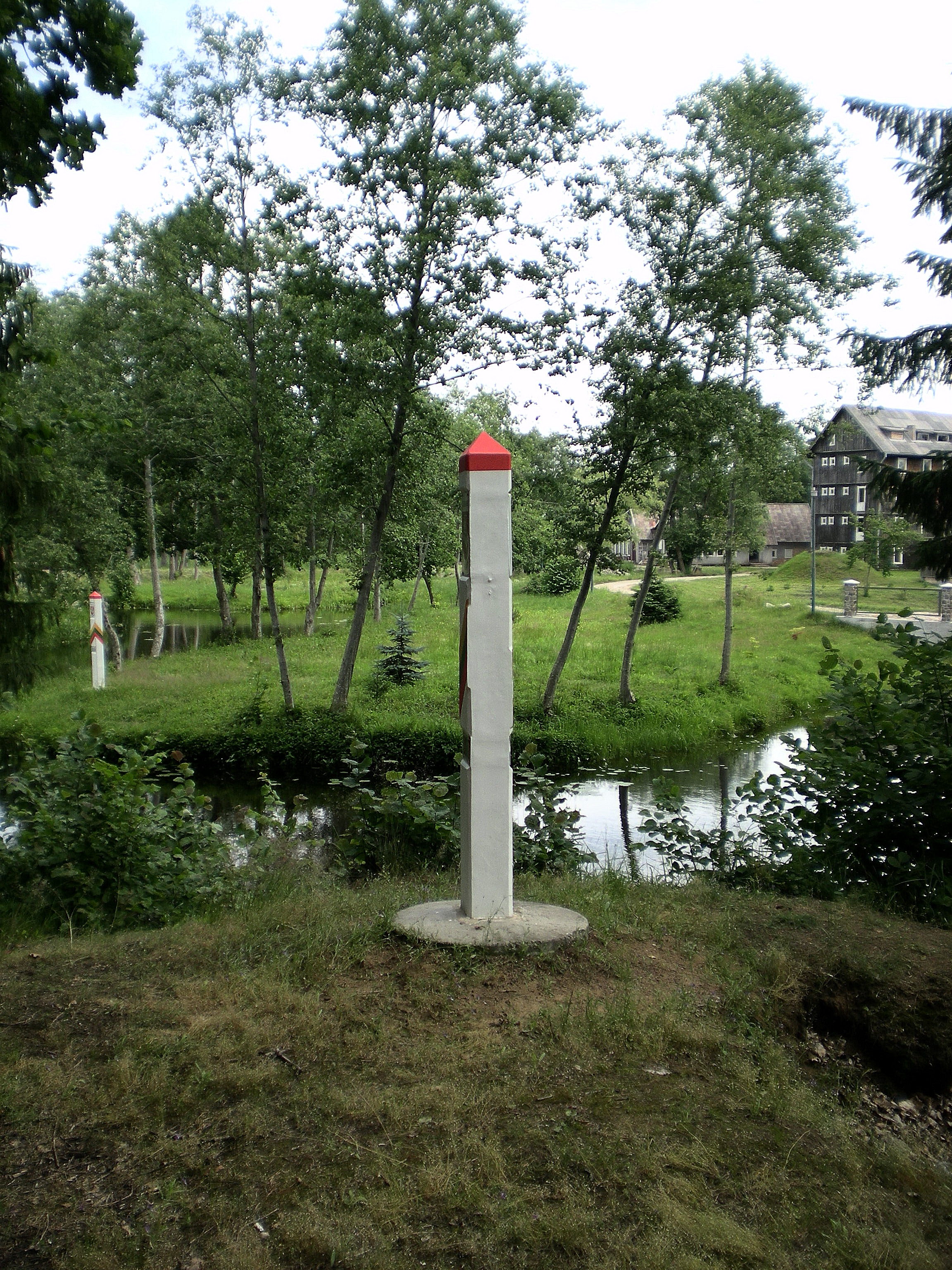
Grenzpfosten Litauen bei Rucava
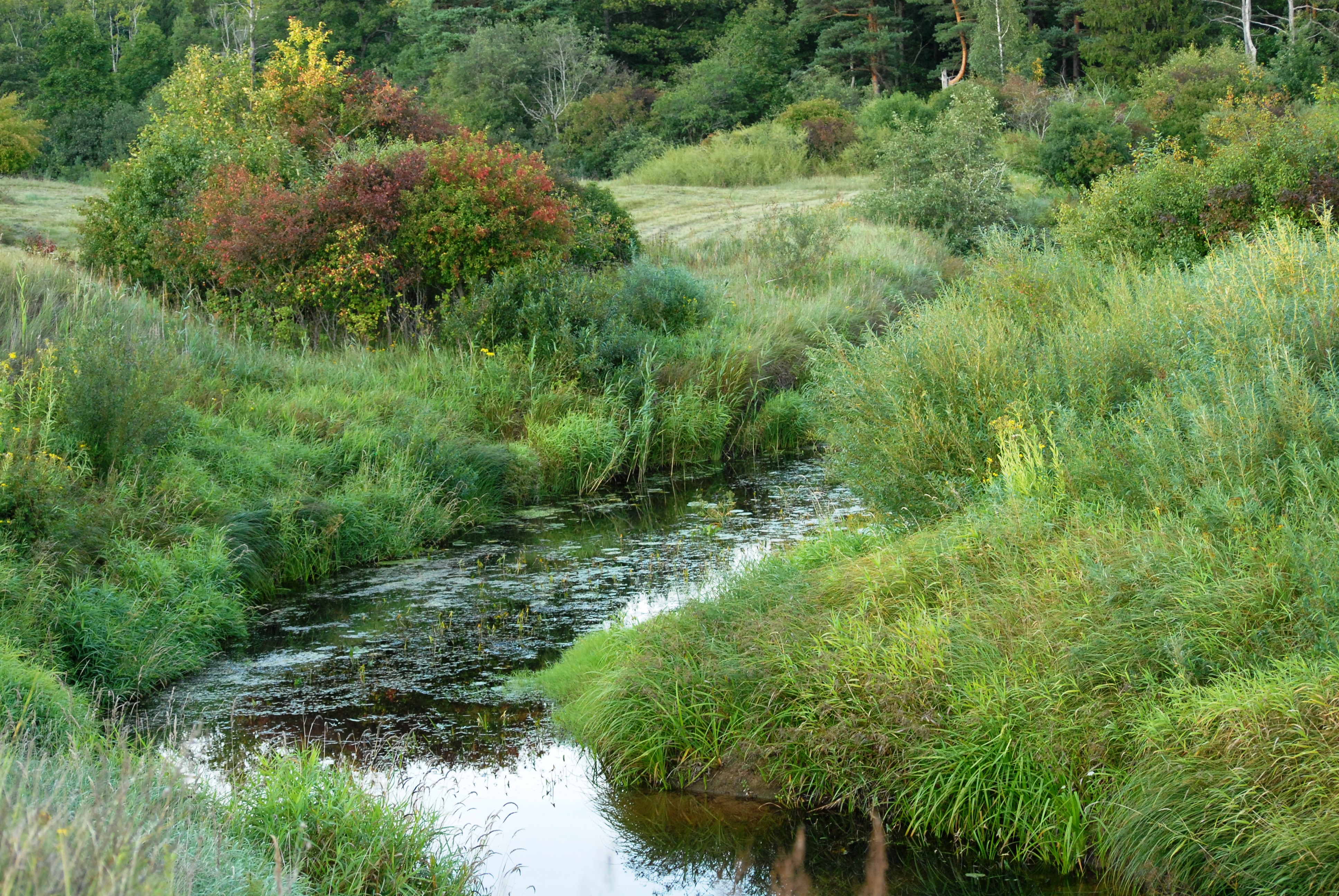
Sventāja Grenze
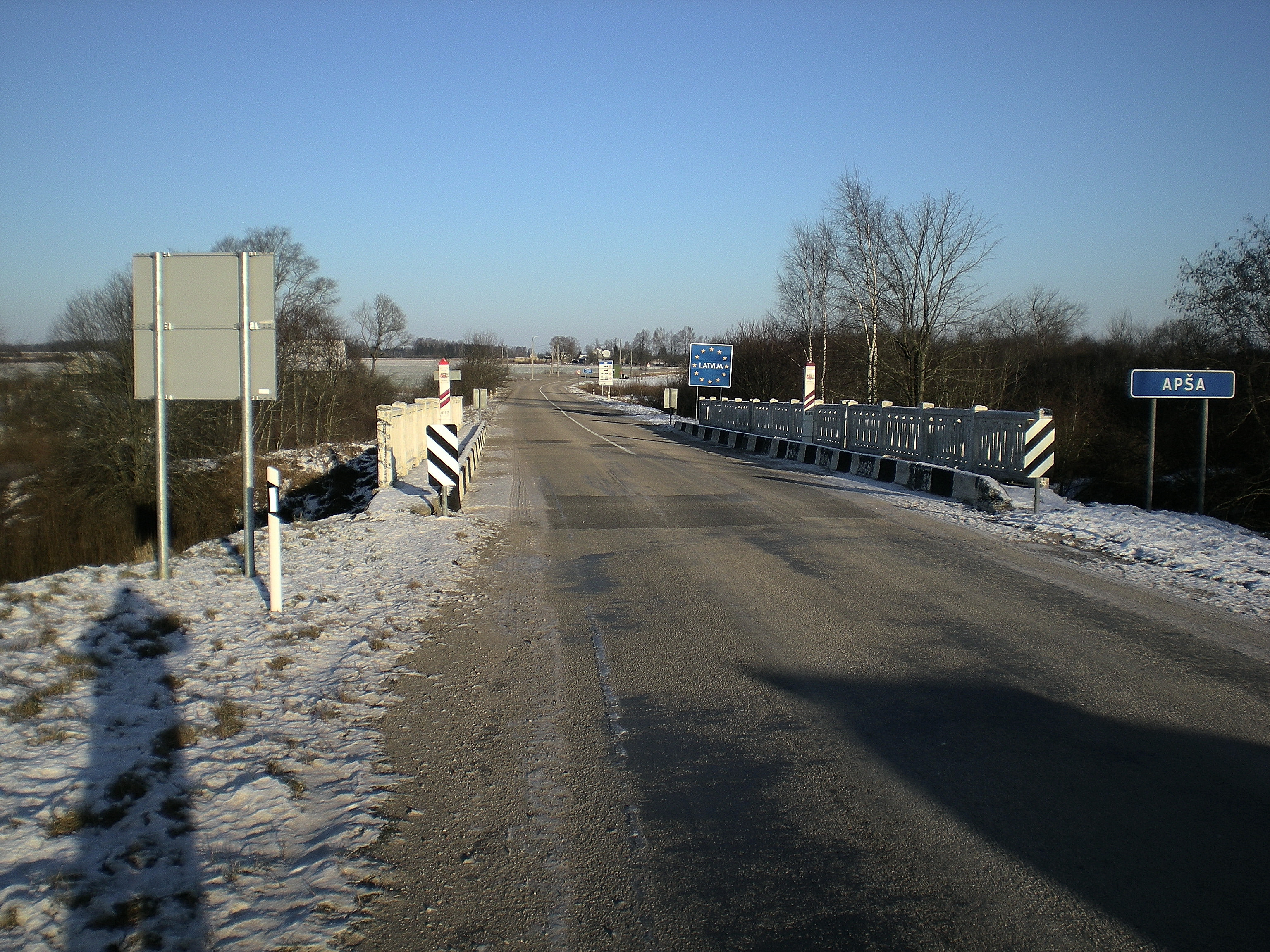
Grenze bei Pludoni  2008
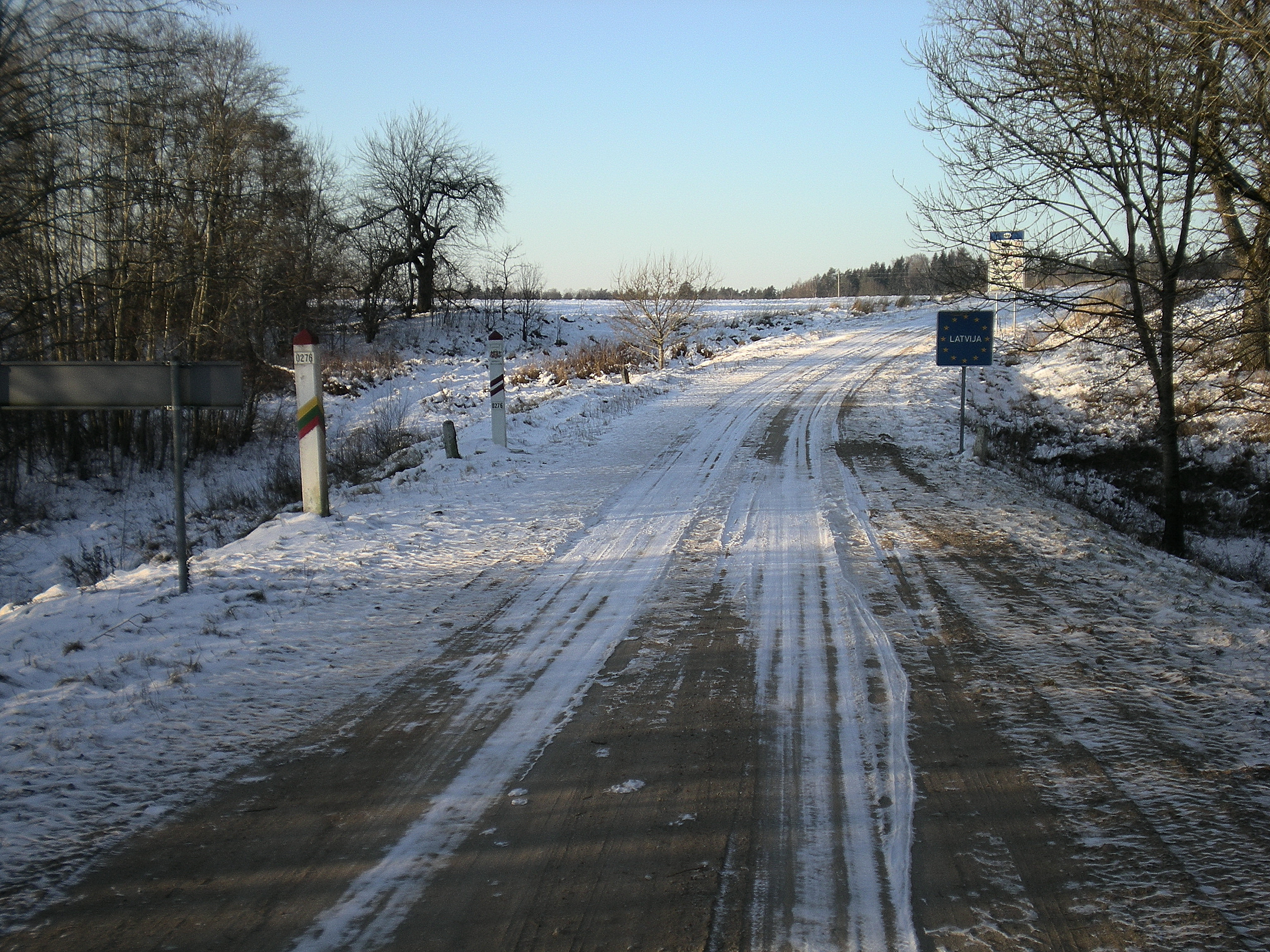
Grenzübergang Aizviki  2008
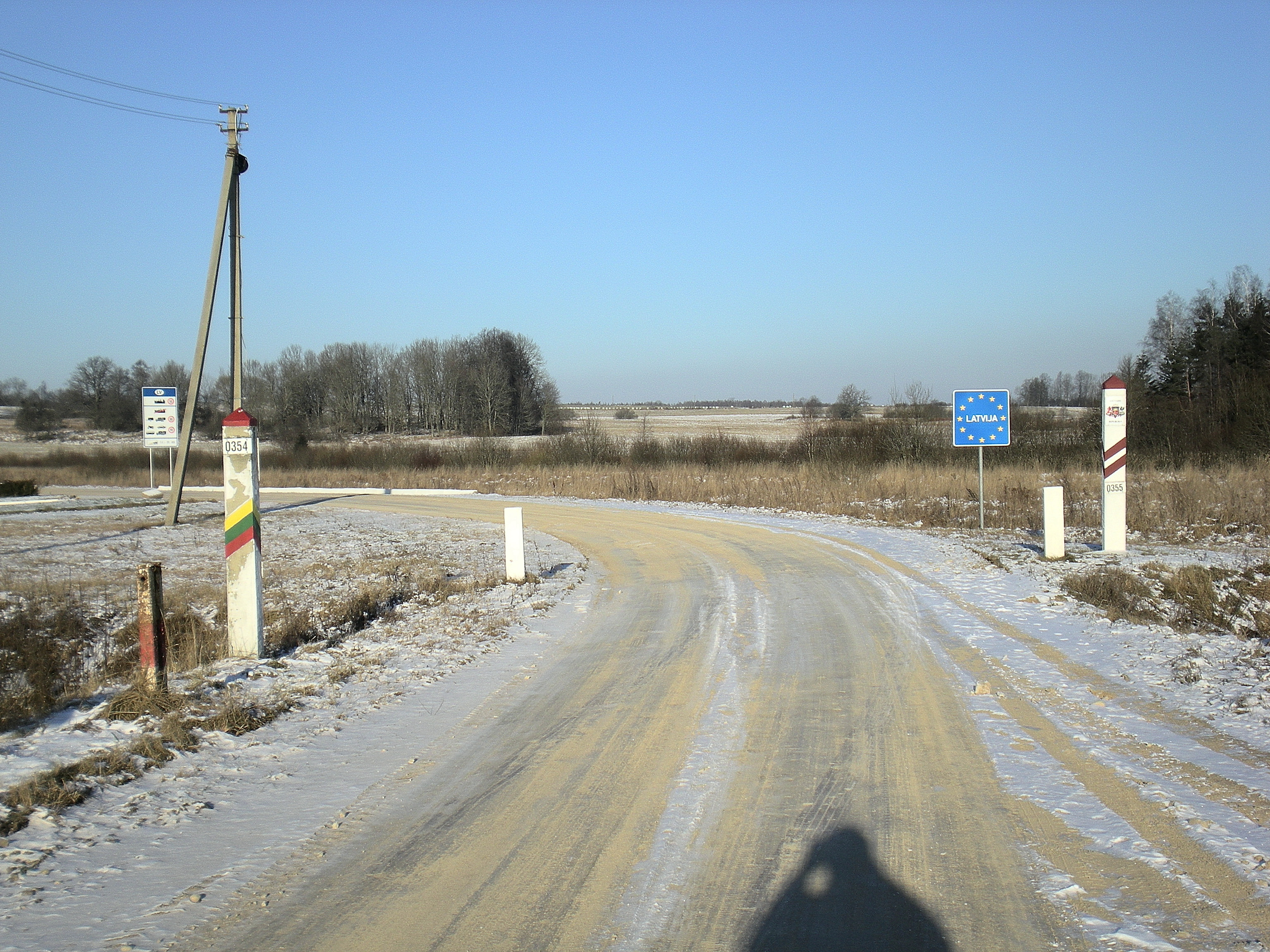
Grenze bei Kruzas  2008
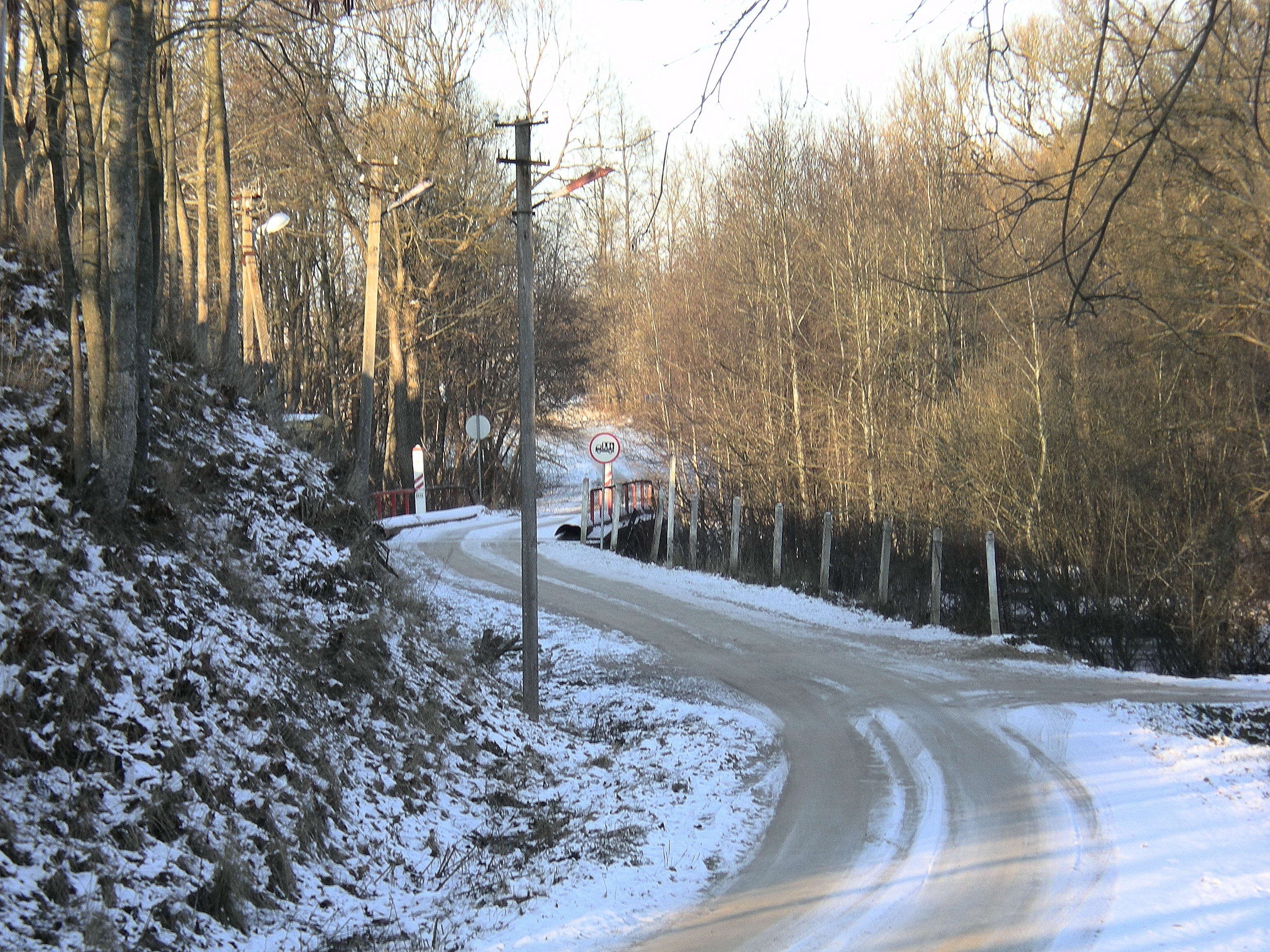
Grenze bei Pikeli  2008
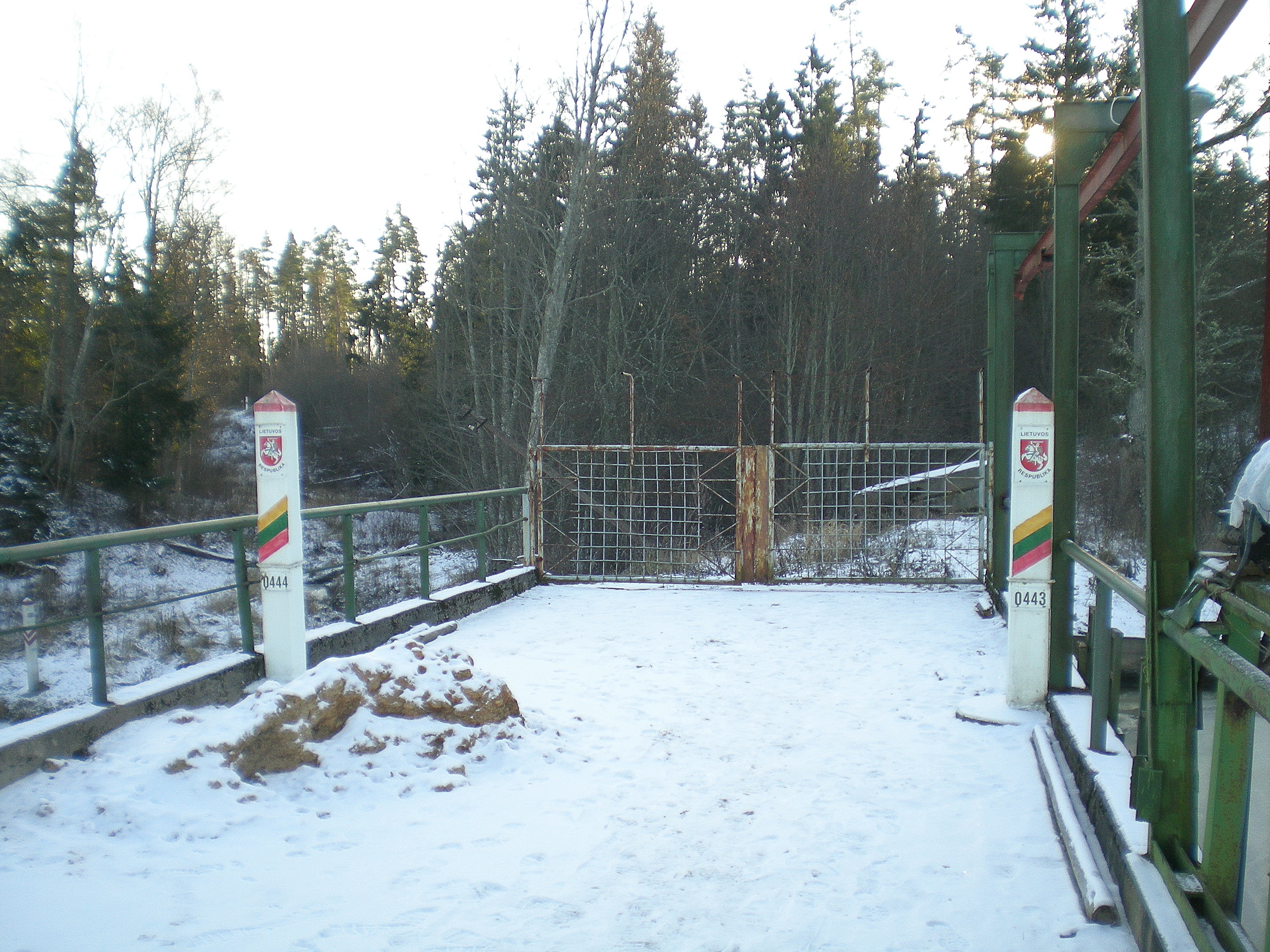
Gesperrte Brücke über Grenzbach Losis  2008
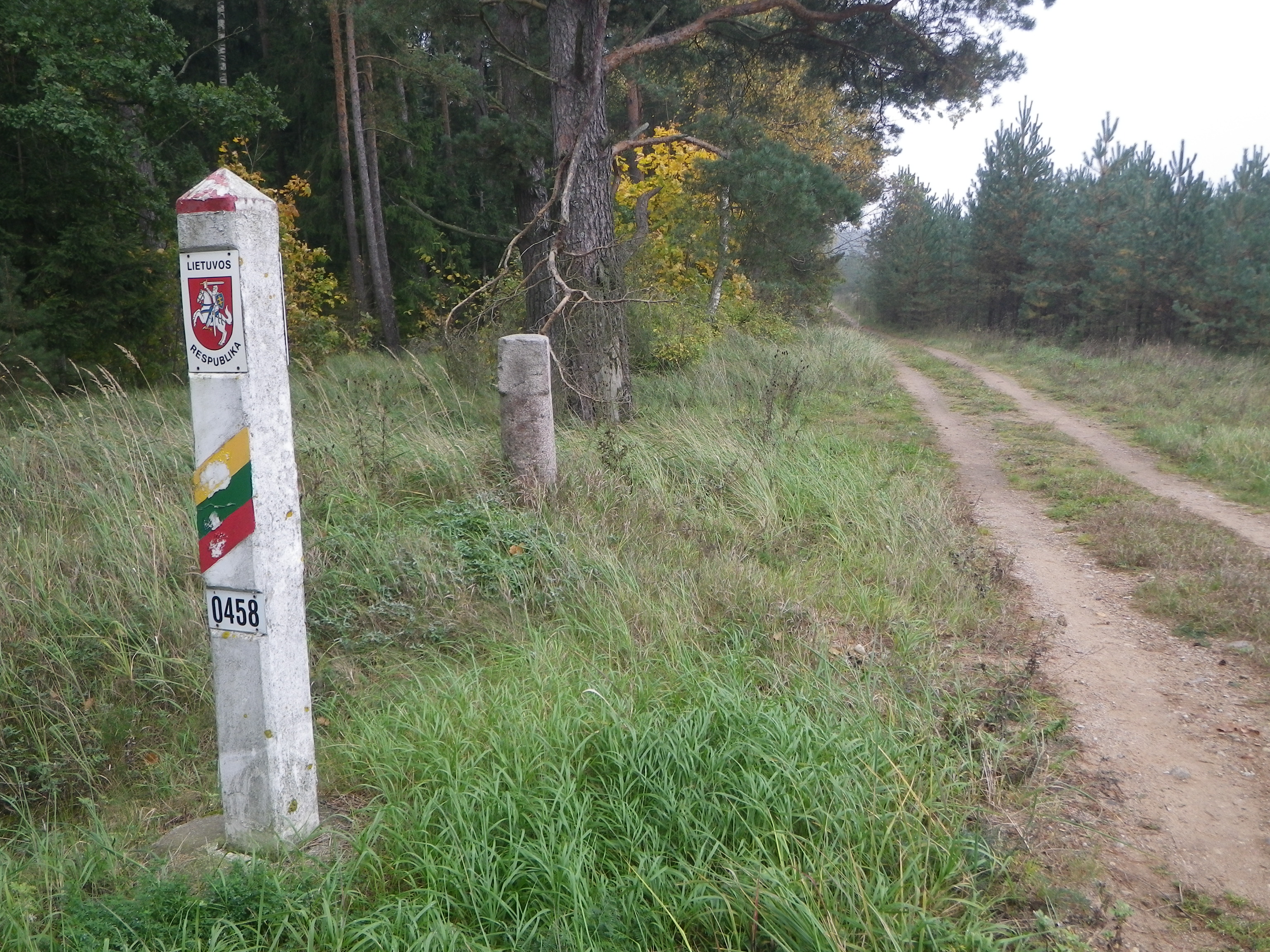
Grenzstein bei Krastinieki  Oktober 2011
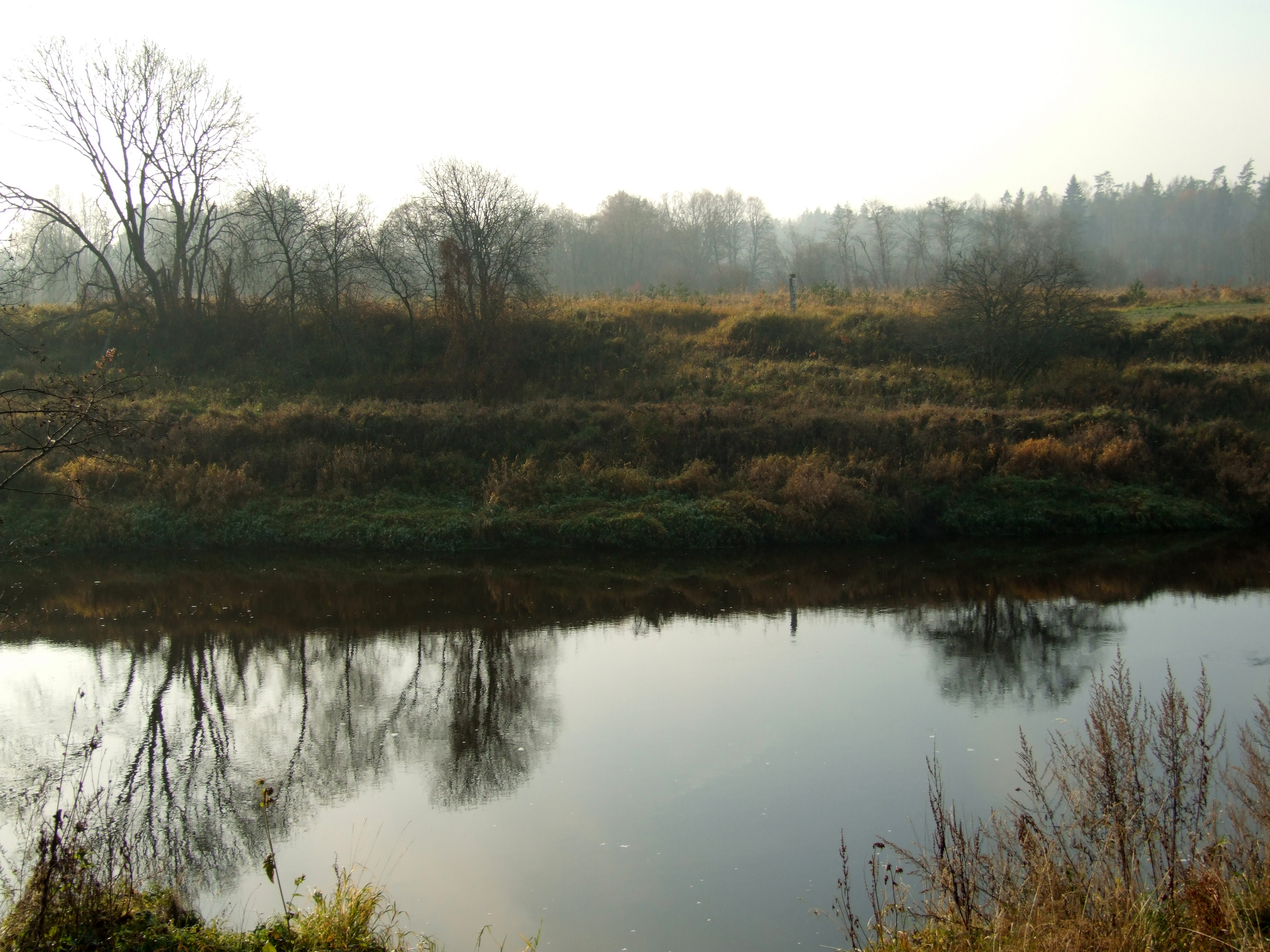
Blick von Litauen nach Lettland  Nov. 2011
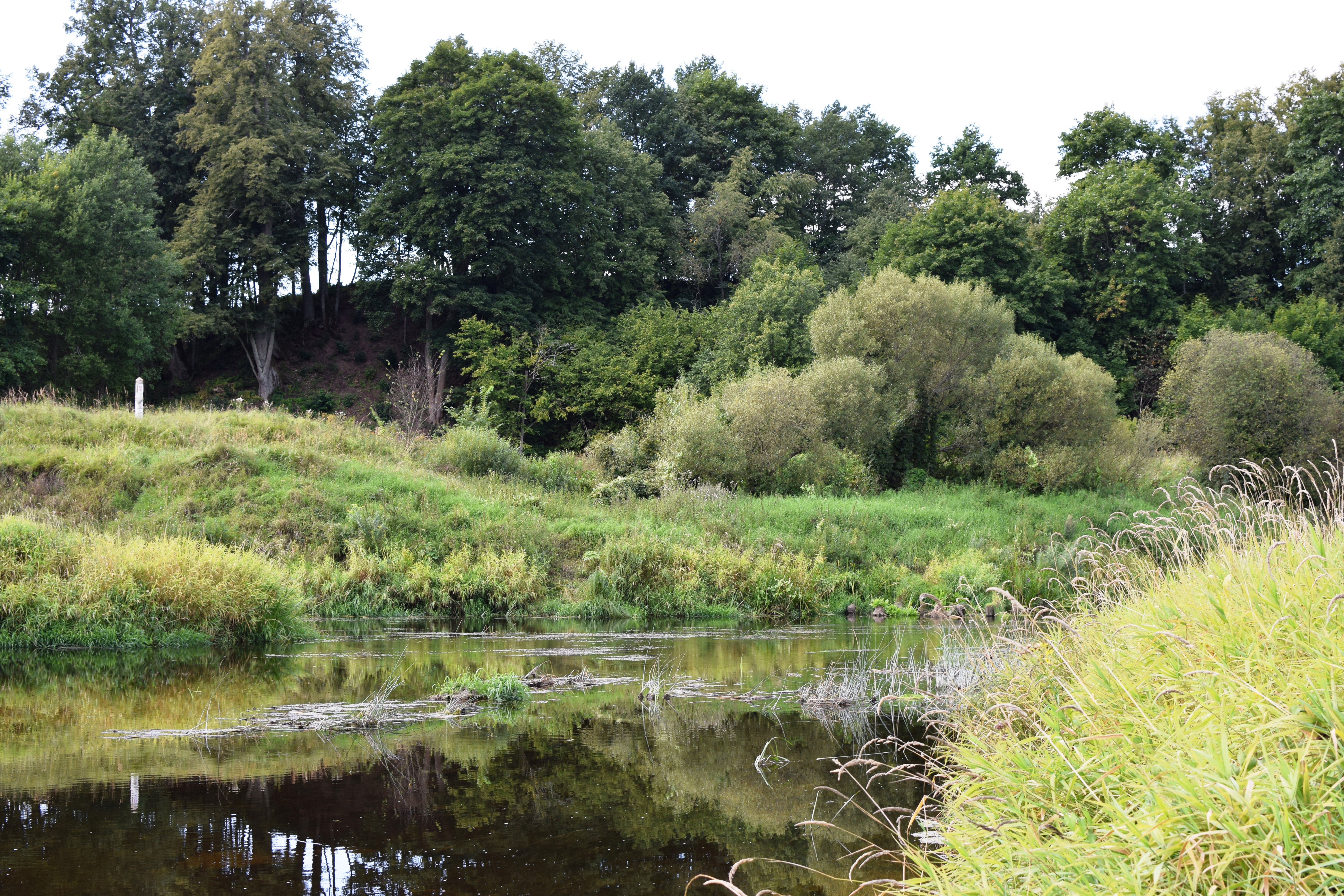
Grenzstein bei der Vadakstemündung in die Venta  August 2017
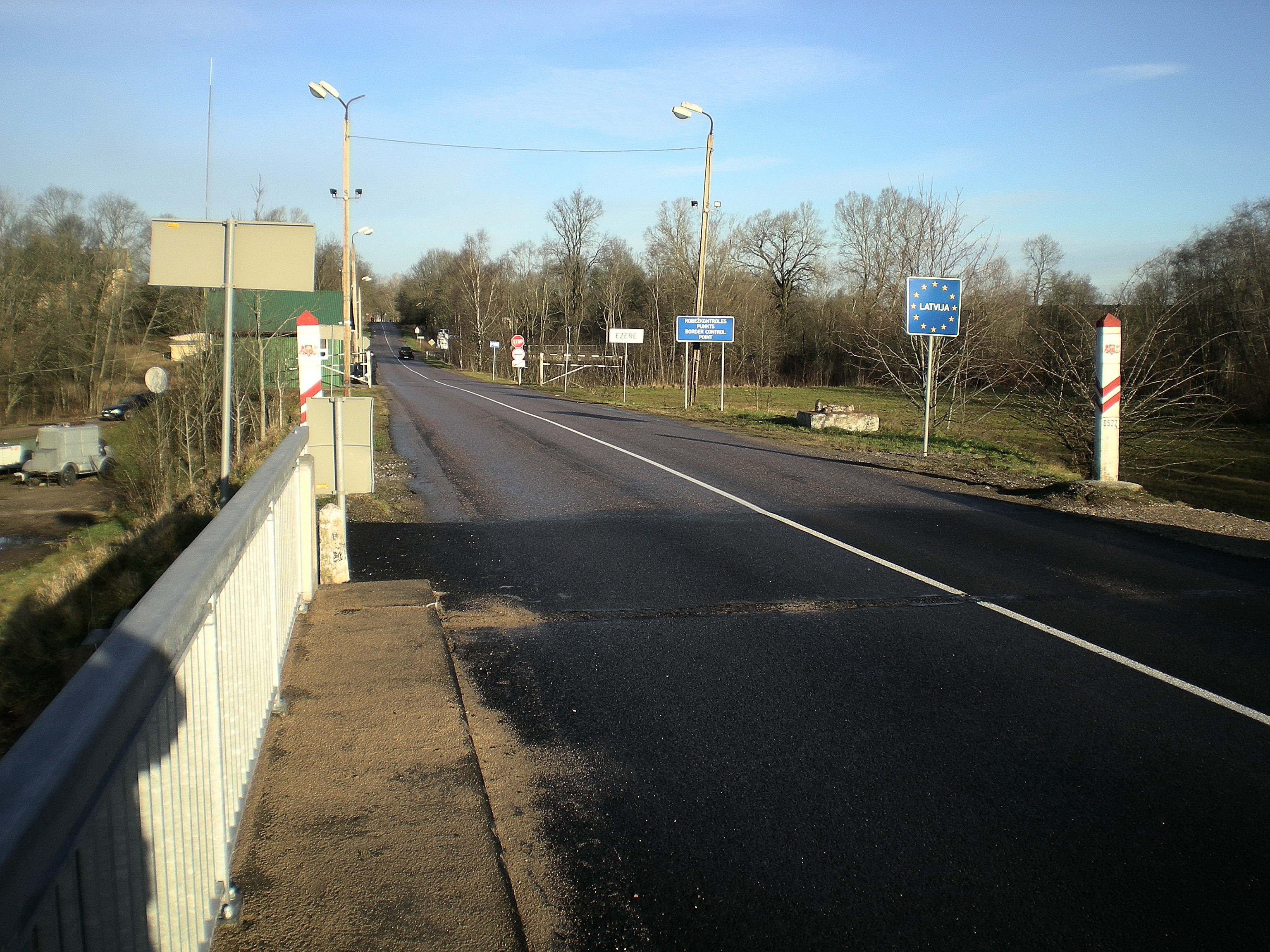
Ehemaliger Kontrollpunkt Ezere Dez. 2007
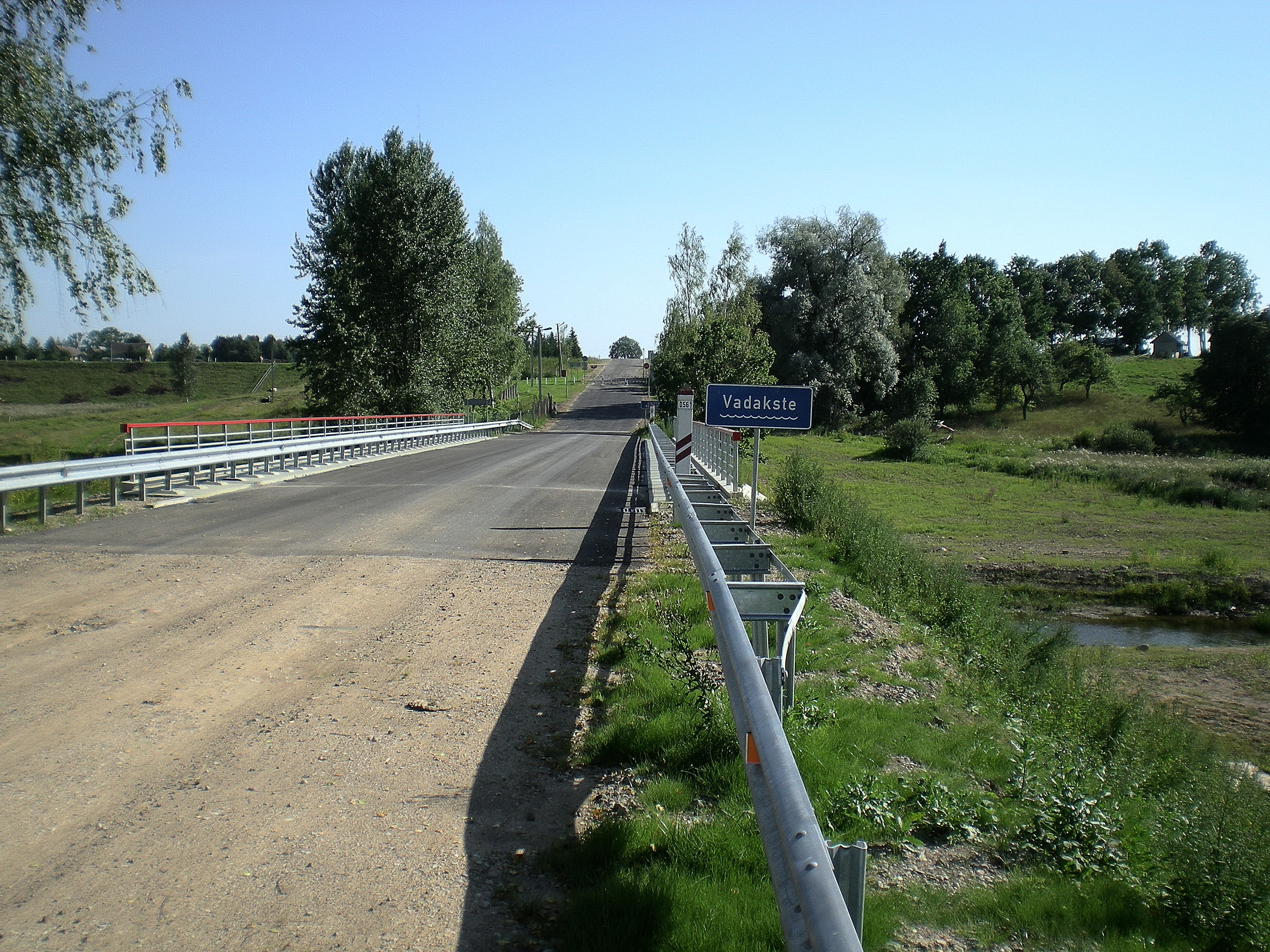
Brücke über Grenzfluss Vadakste  Dez. 2007
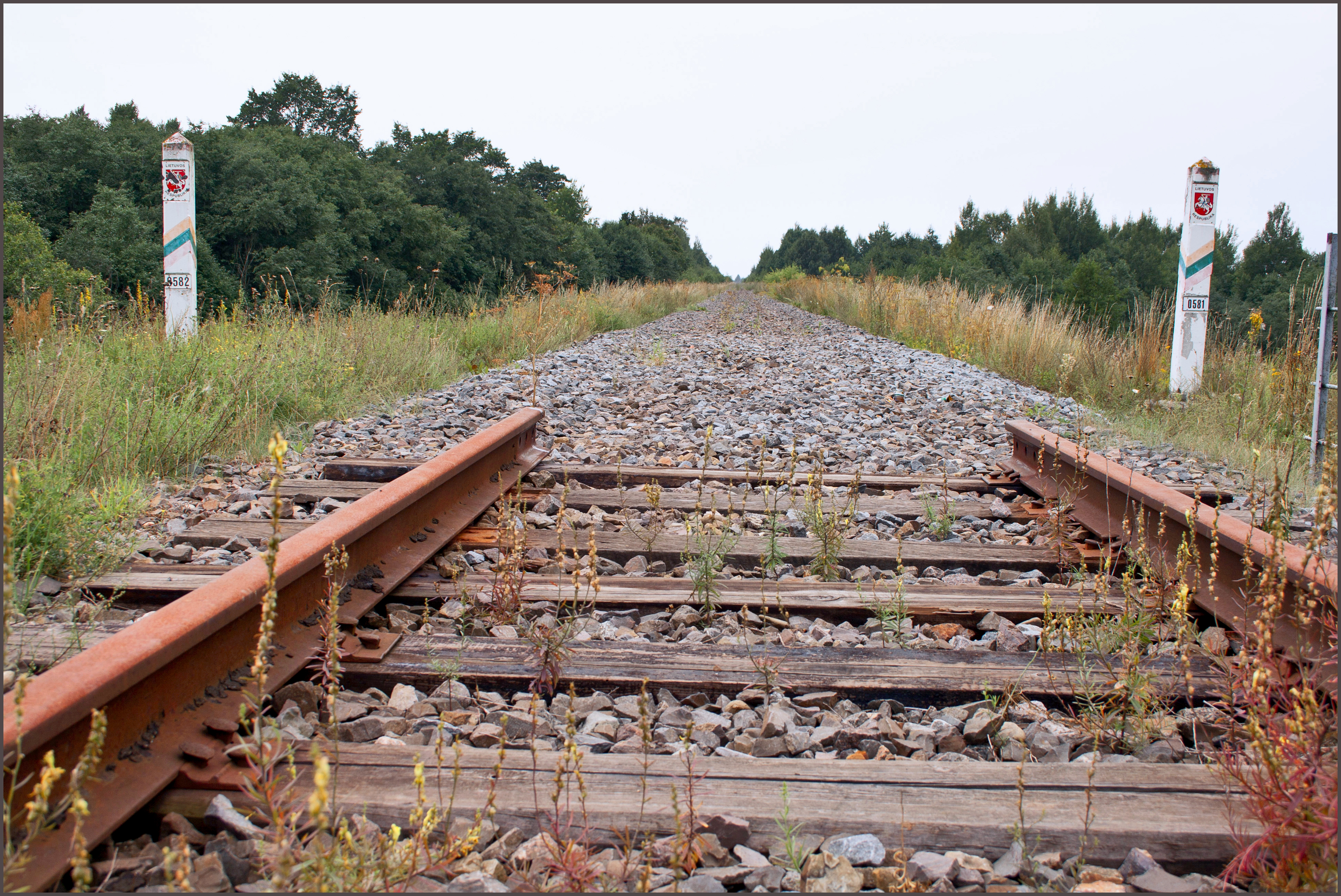
Grenze mit Gleisunterbrechung bei Ruba  August 2011
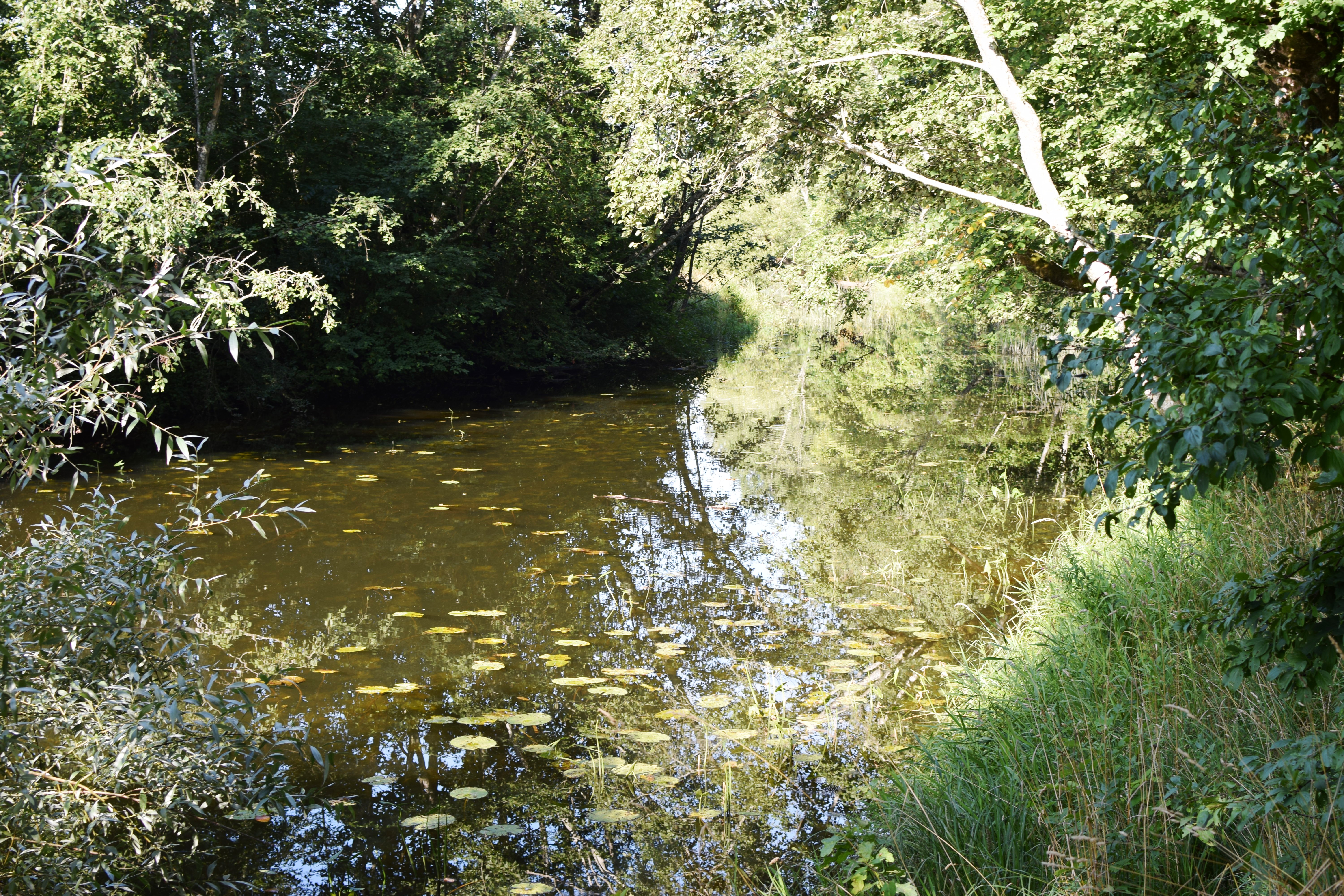
Grenzfluss Vadakste August 2017
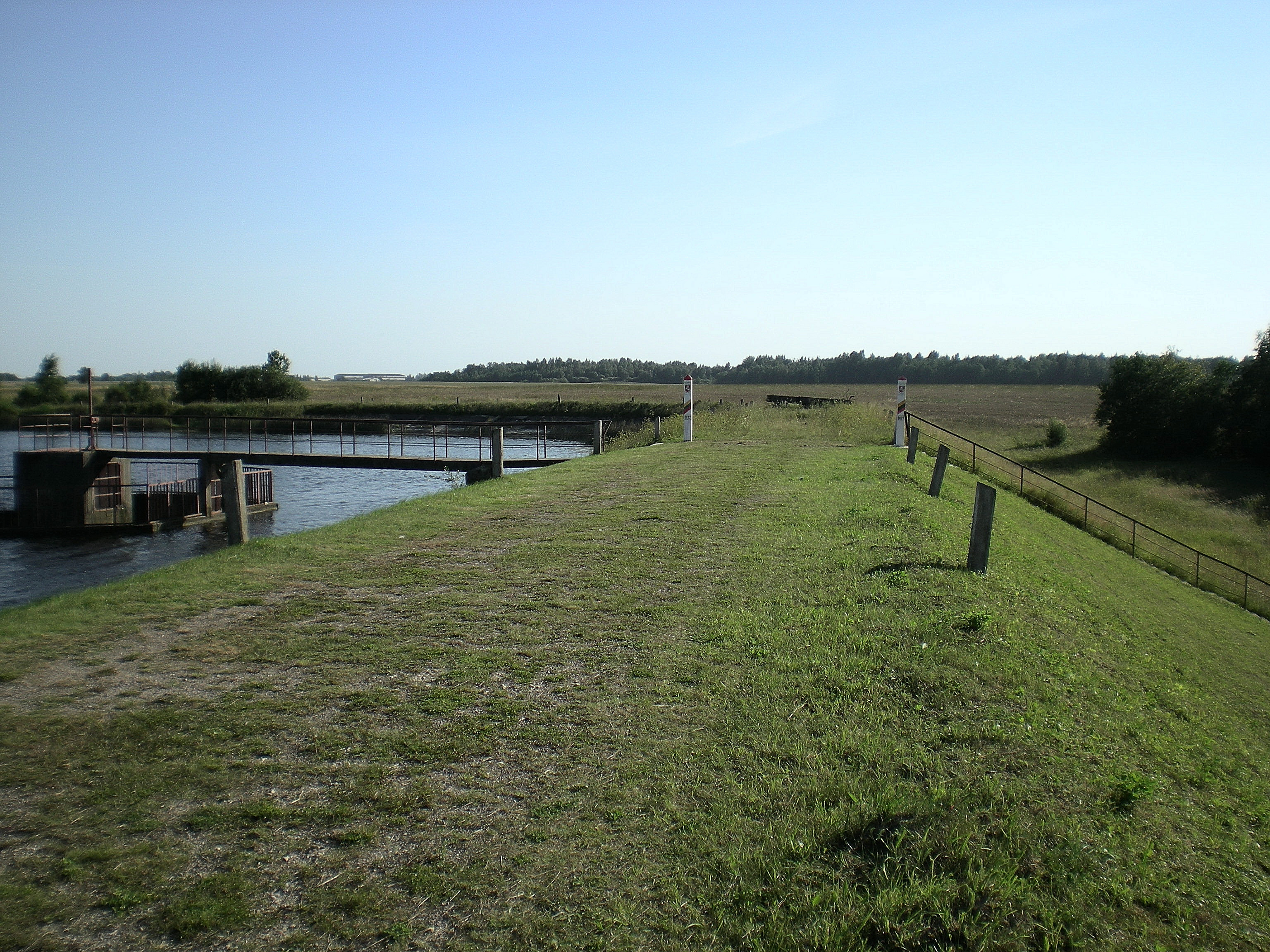
Damm mit Grenze  August 2007
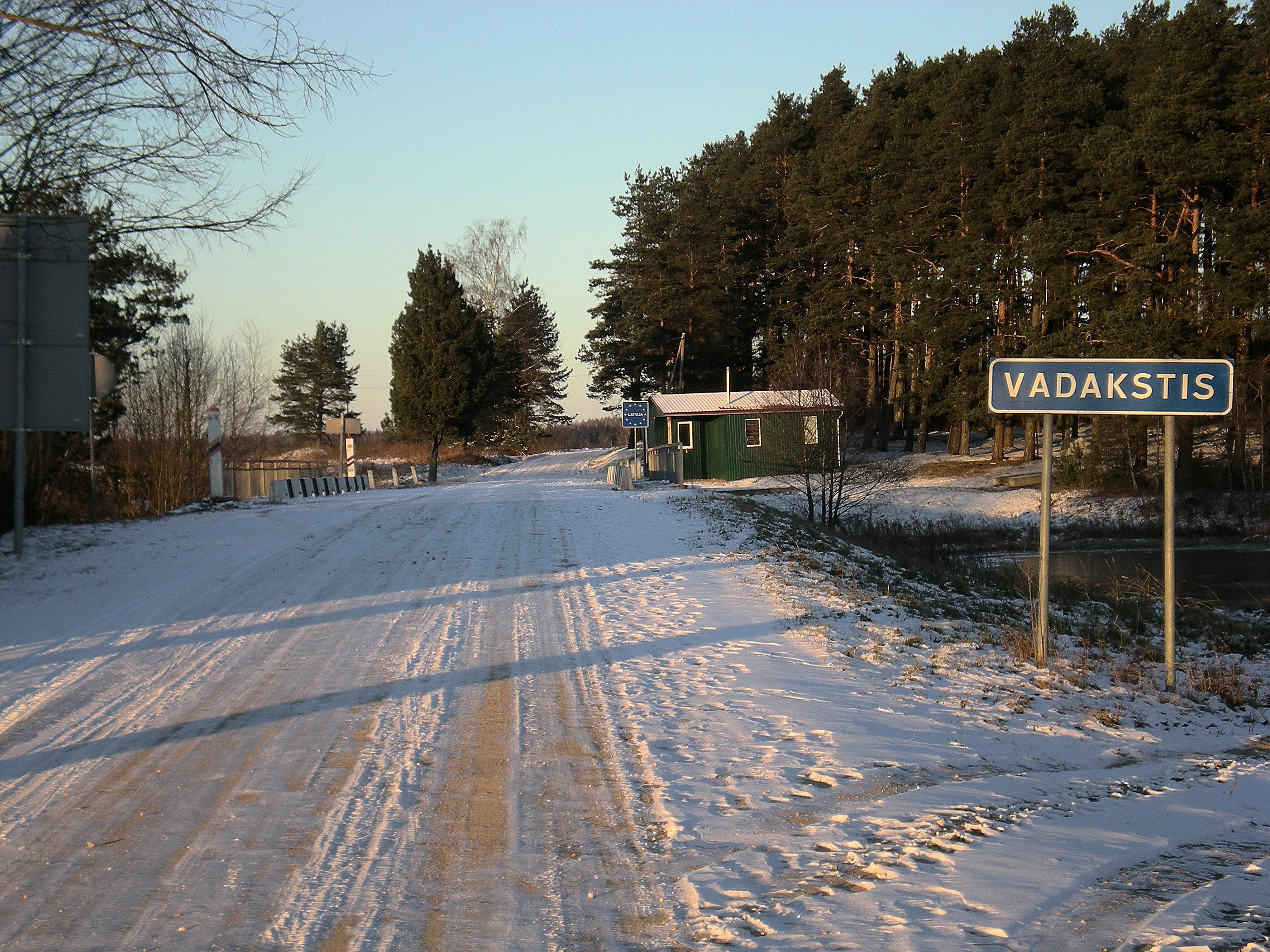
Grenzübergang Vadakstis  Januar 2008
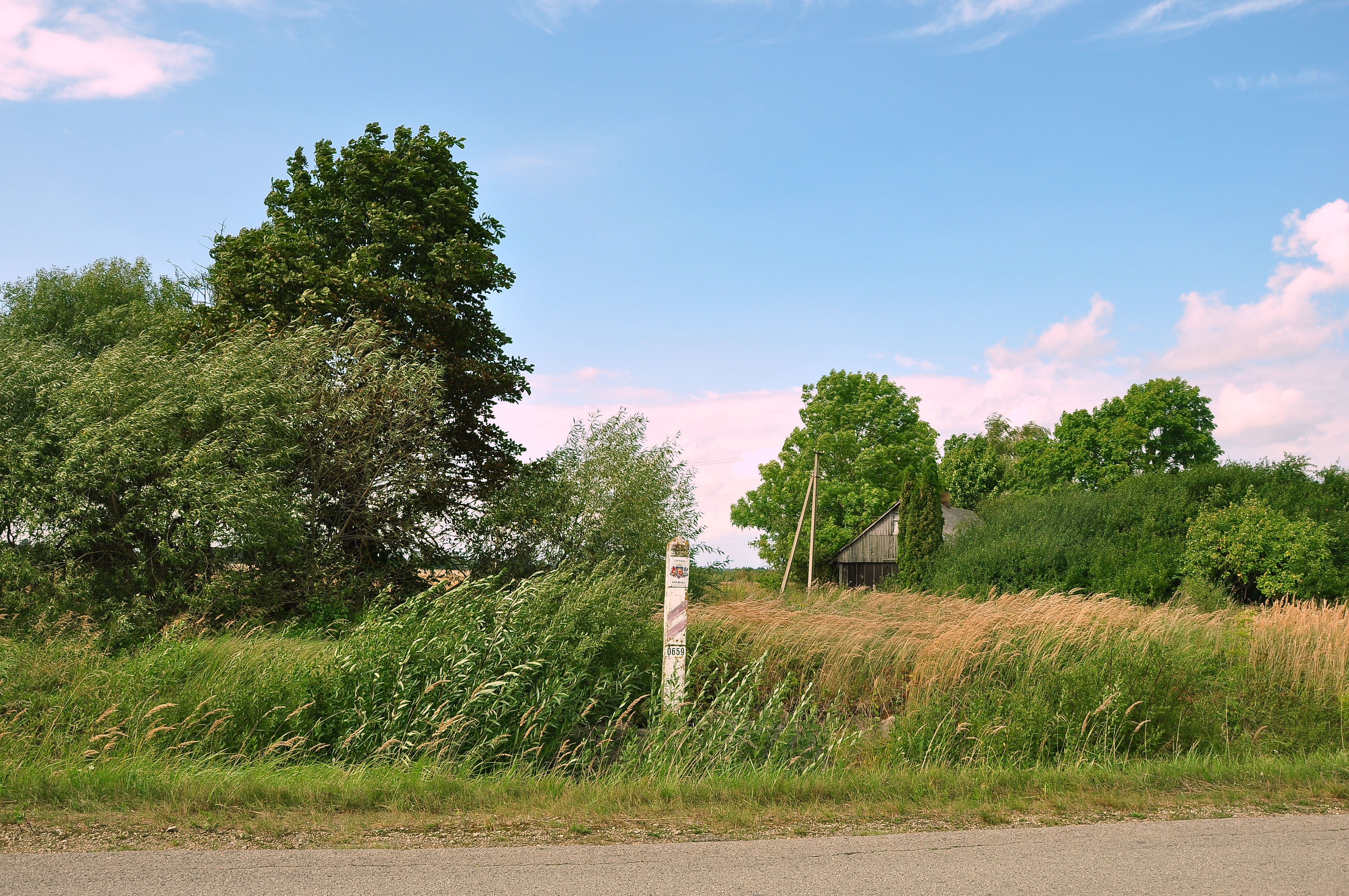
Grenze bei Brivnieki  Sept. 2015
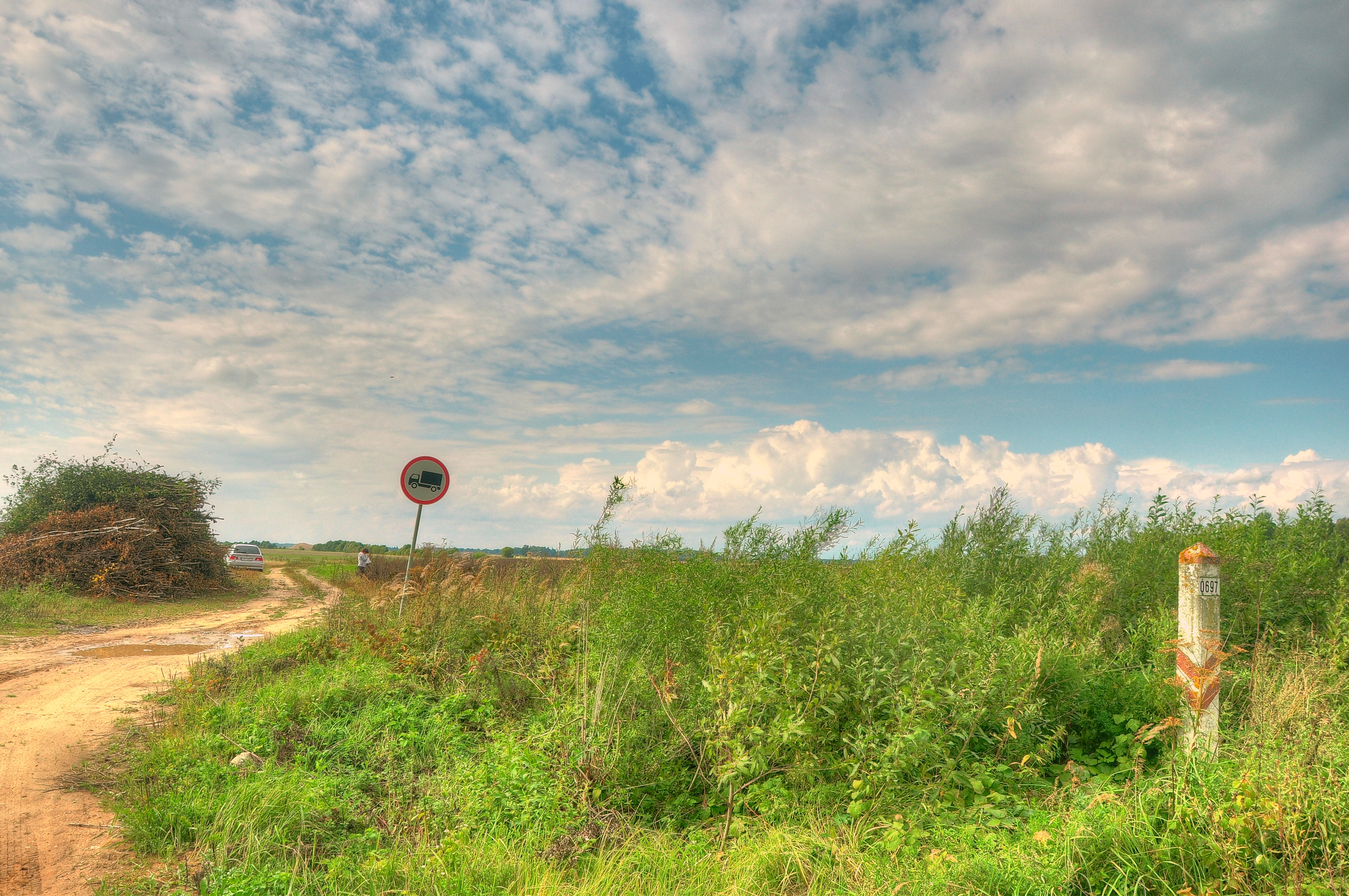
Grenze Ukri parish  Sept. 2015
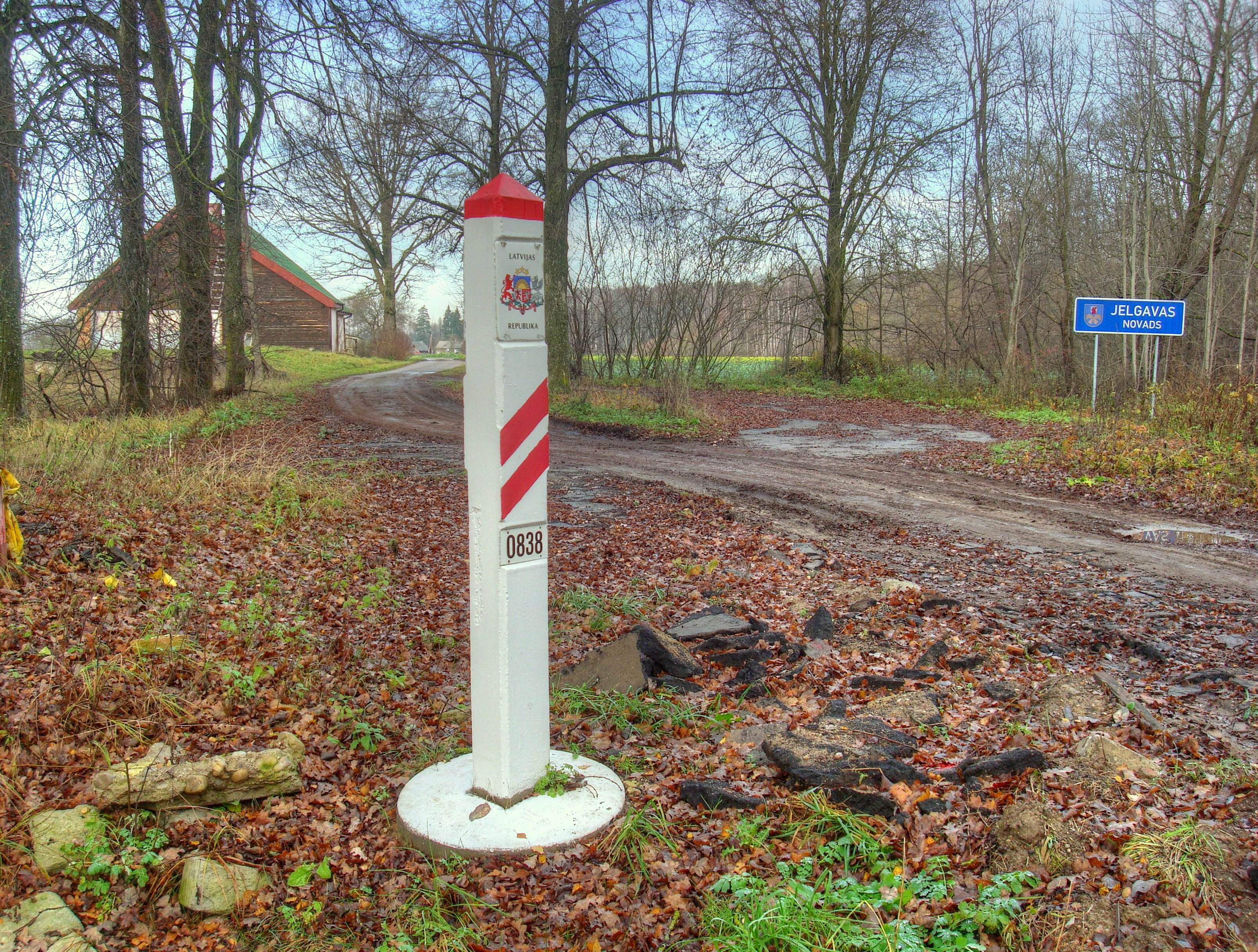
Grenze Satkūnų sen.  Nov. 2013
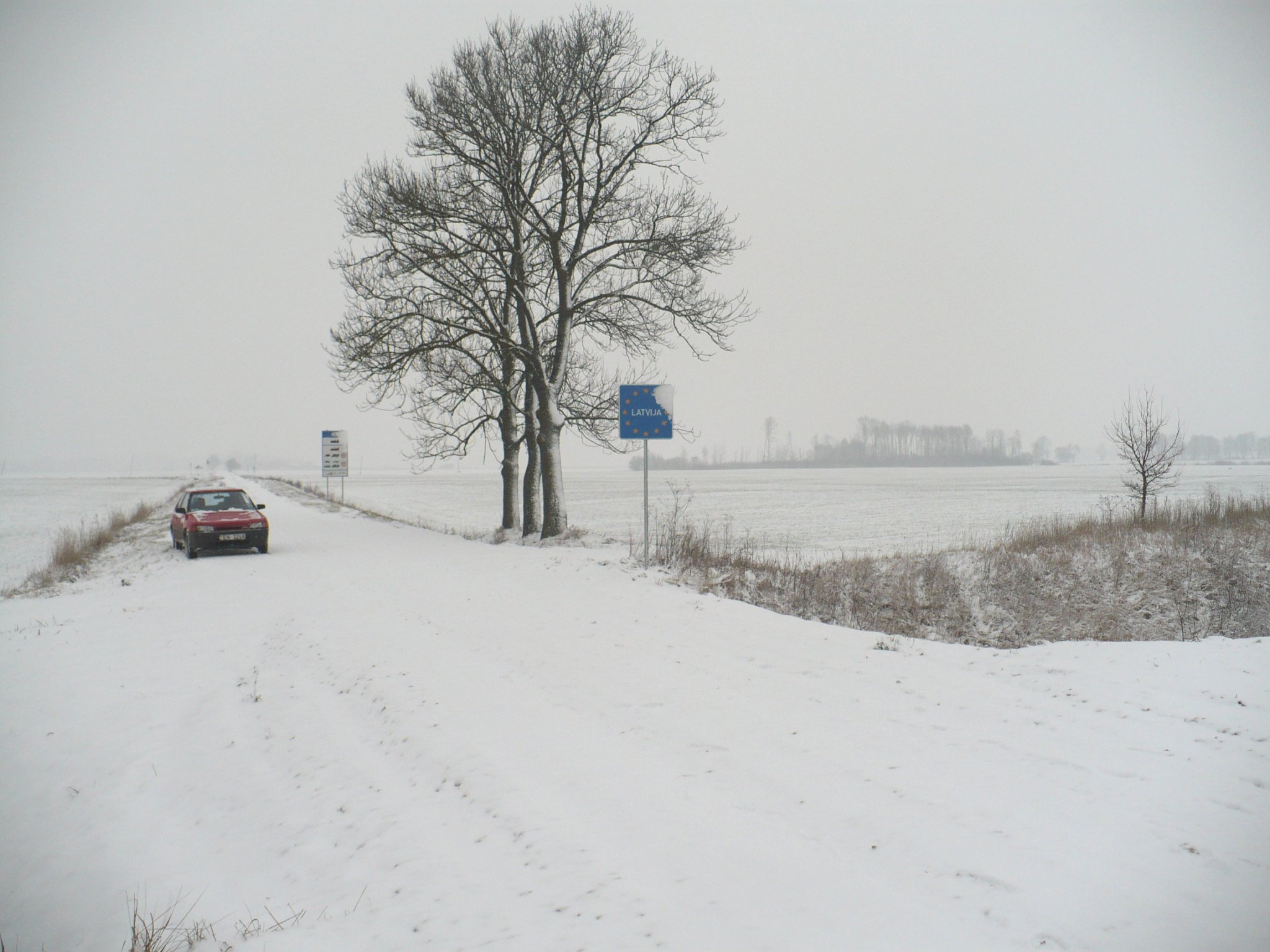
Grenzöffnung bei Saločių seniūnija nach Schengen-Beitritt 31. Dez. 2007
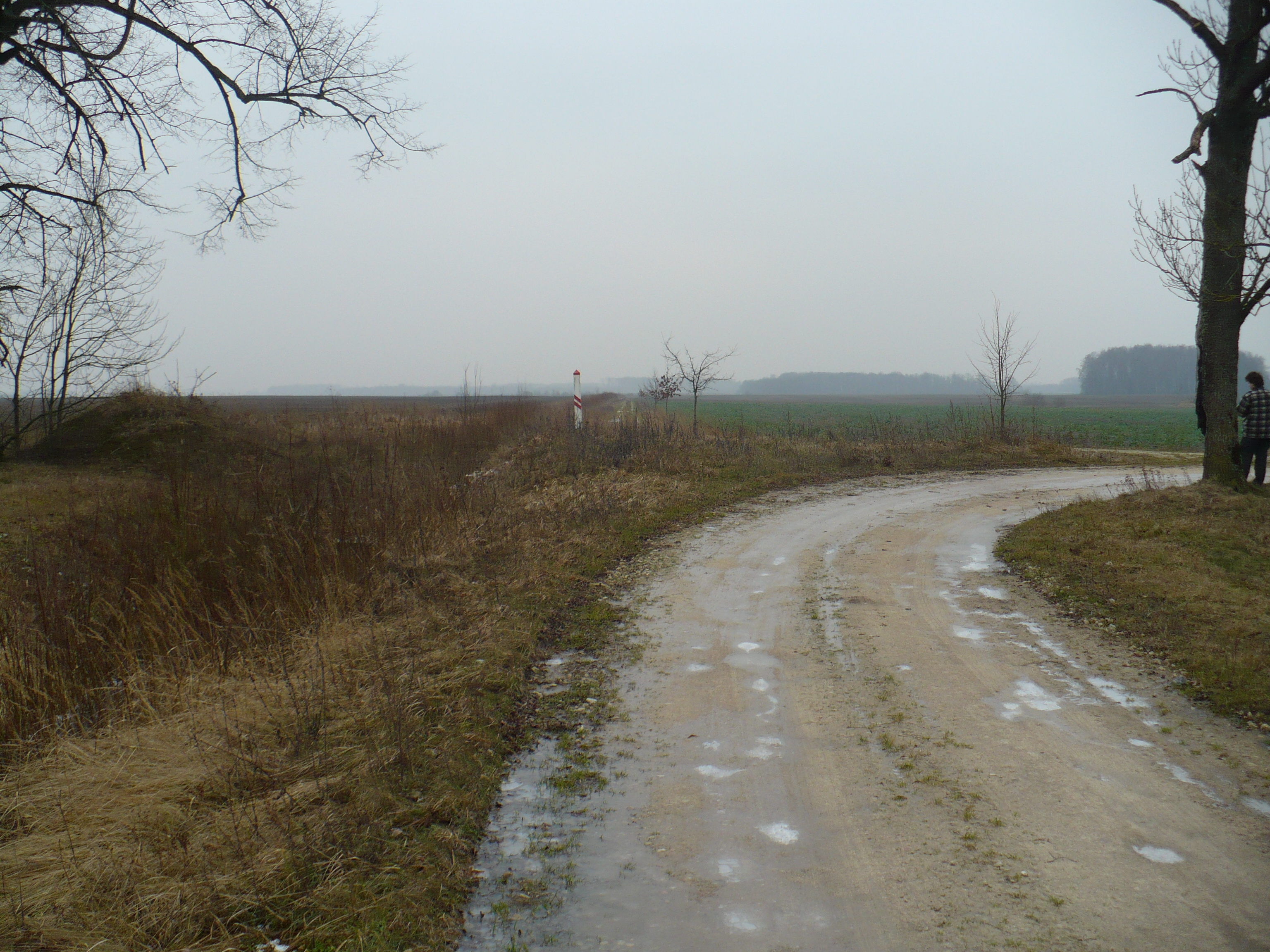
Litauen links, Lettland rechts  Dez. 2007
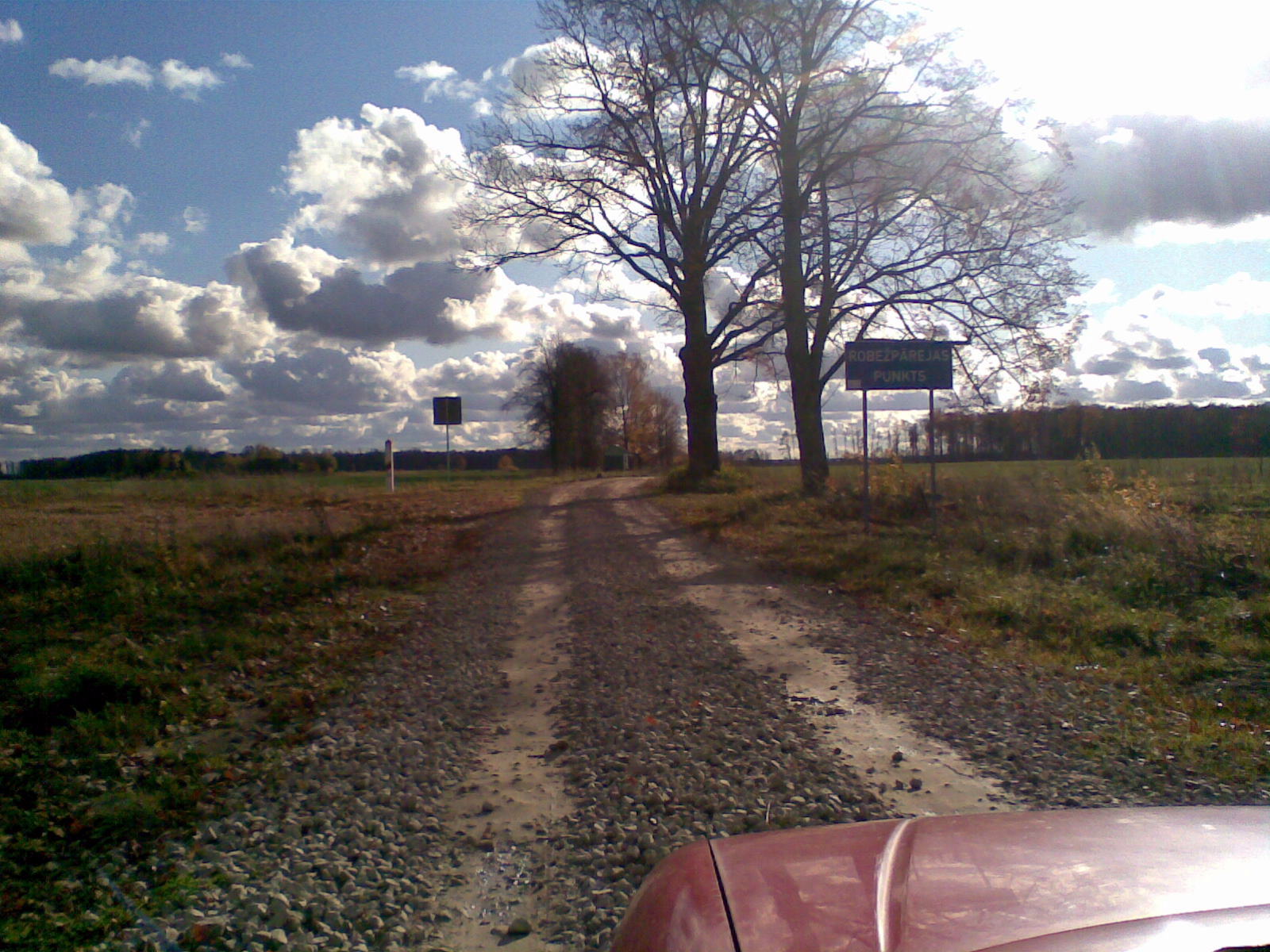
Grenze bei Bārdžūni  Okt. 2008
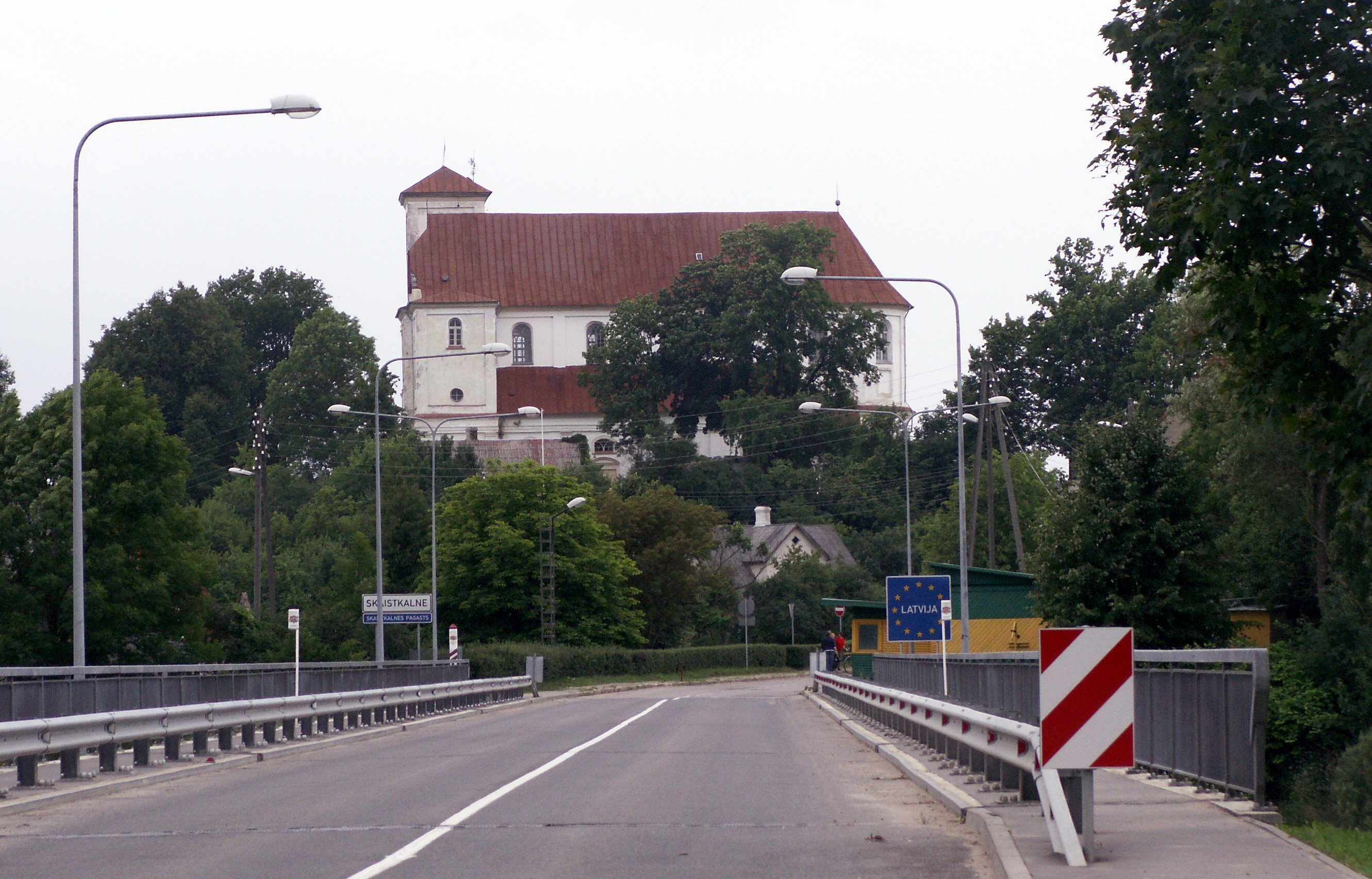
Grenzbrücke Skaiskalnė  Juli 2008
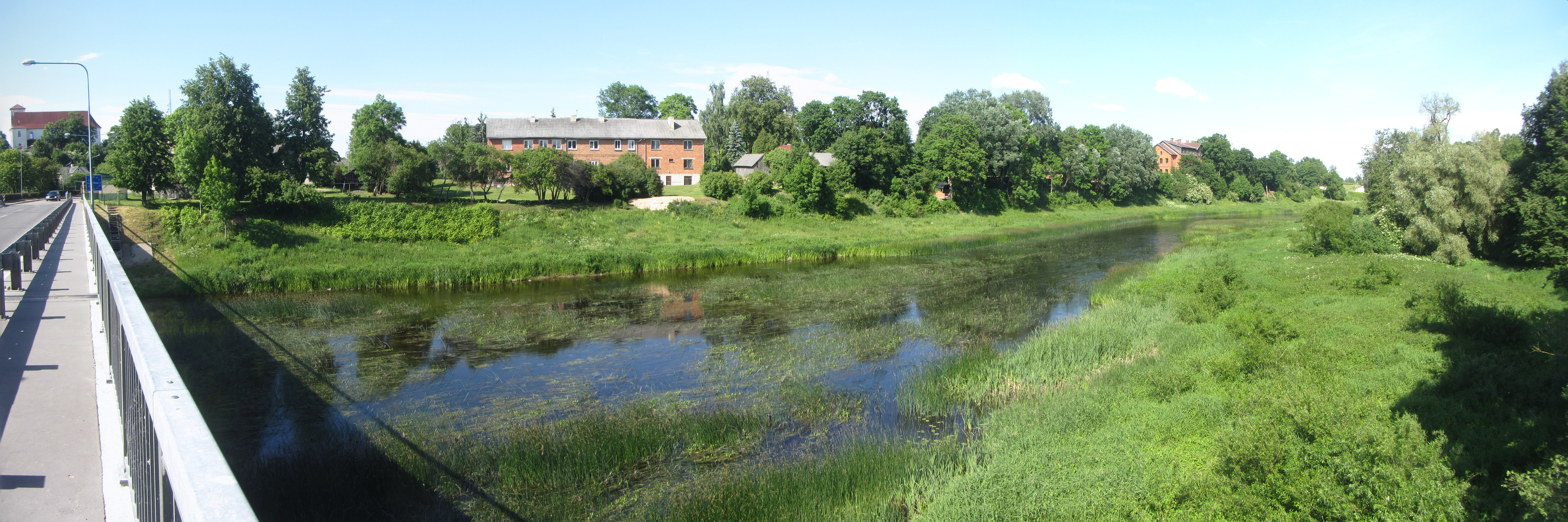
Grenzfluss Memel in Germaniškis  Juni 2026
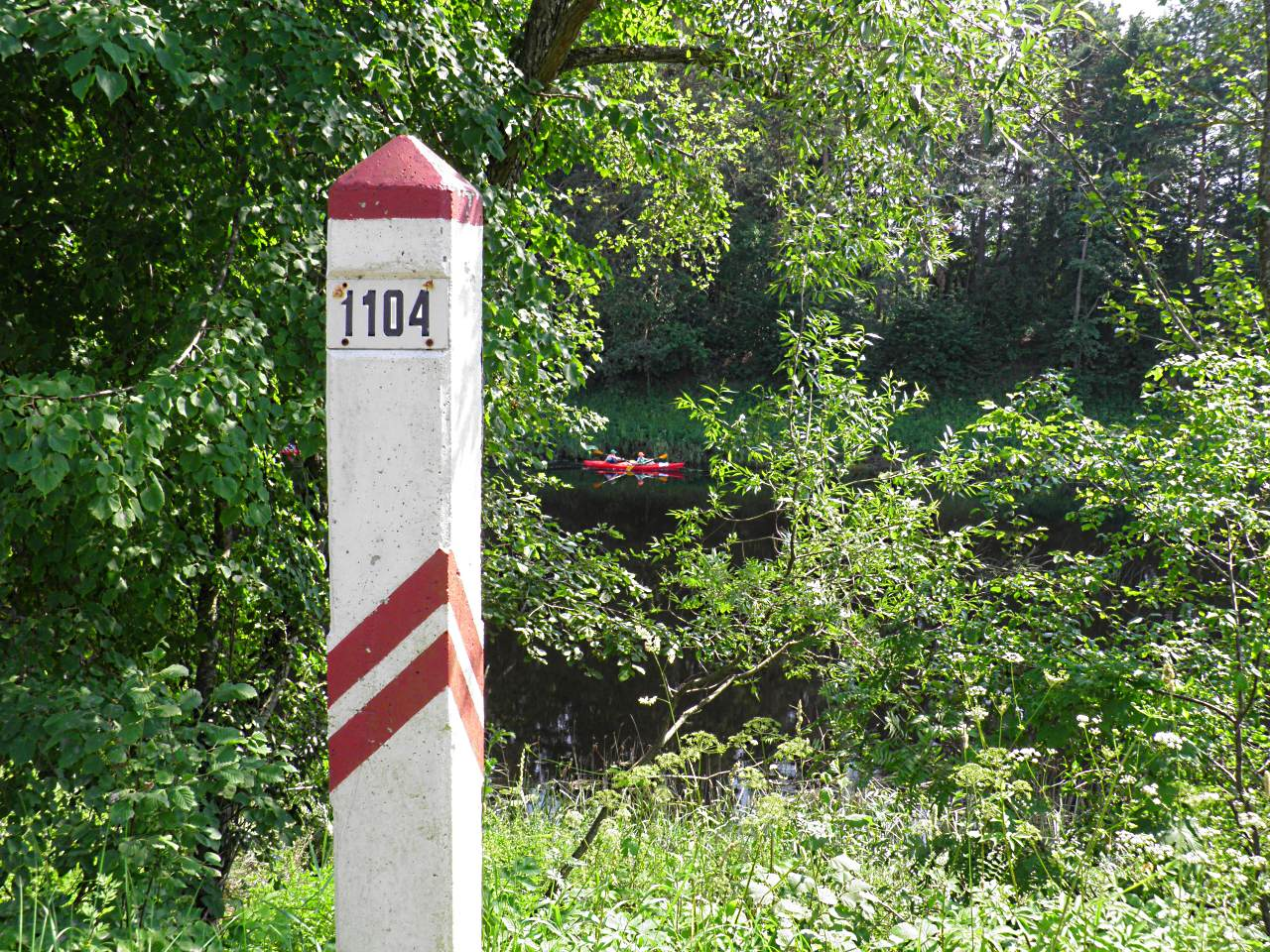
Grenzpfahl am Memelufer bei Kurmene  Juli 2010
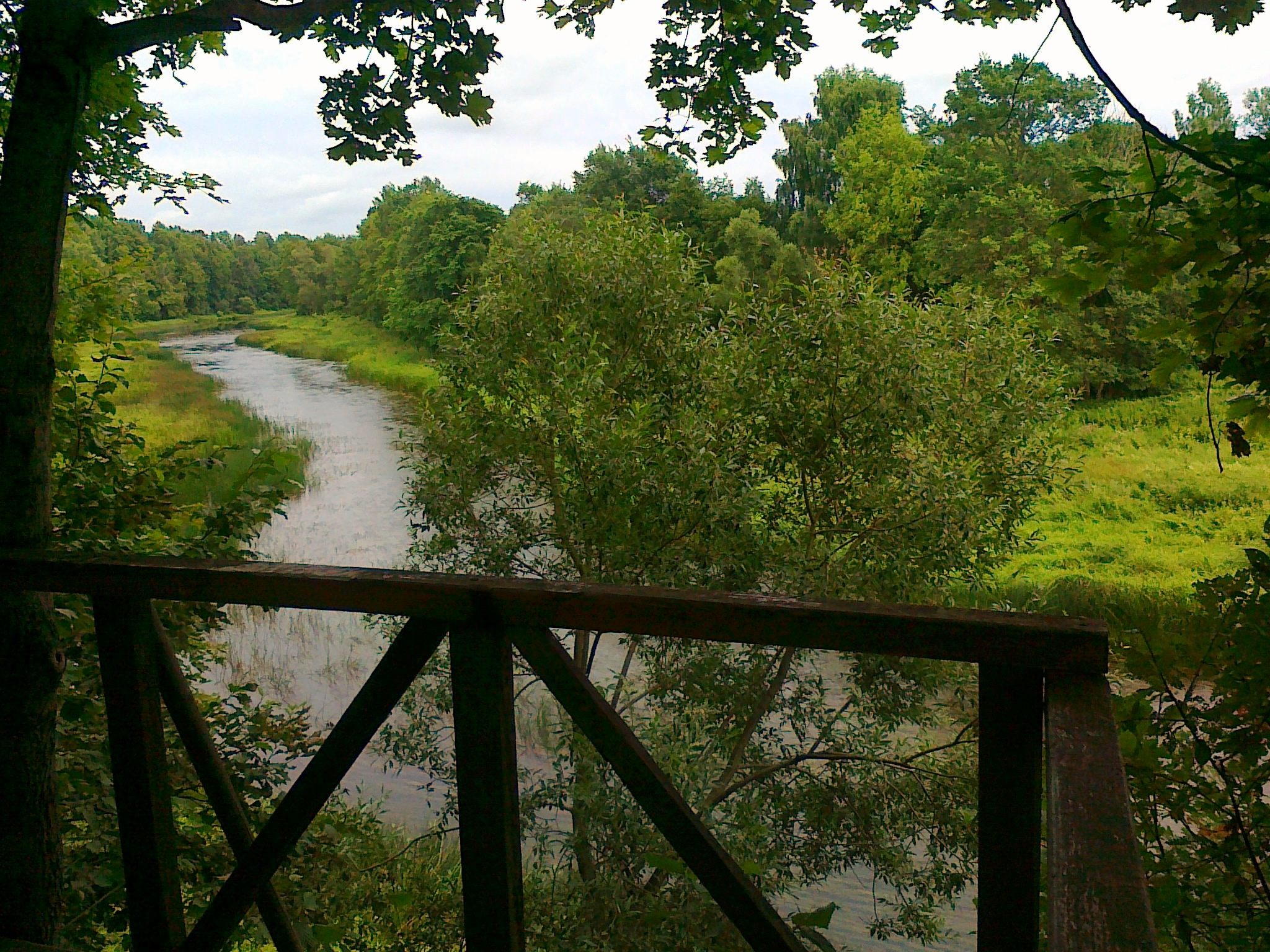
Blick von Grenzbrücke auf Memel  Juli 2013
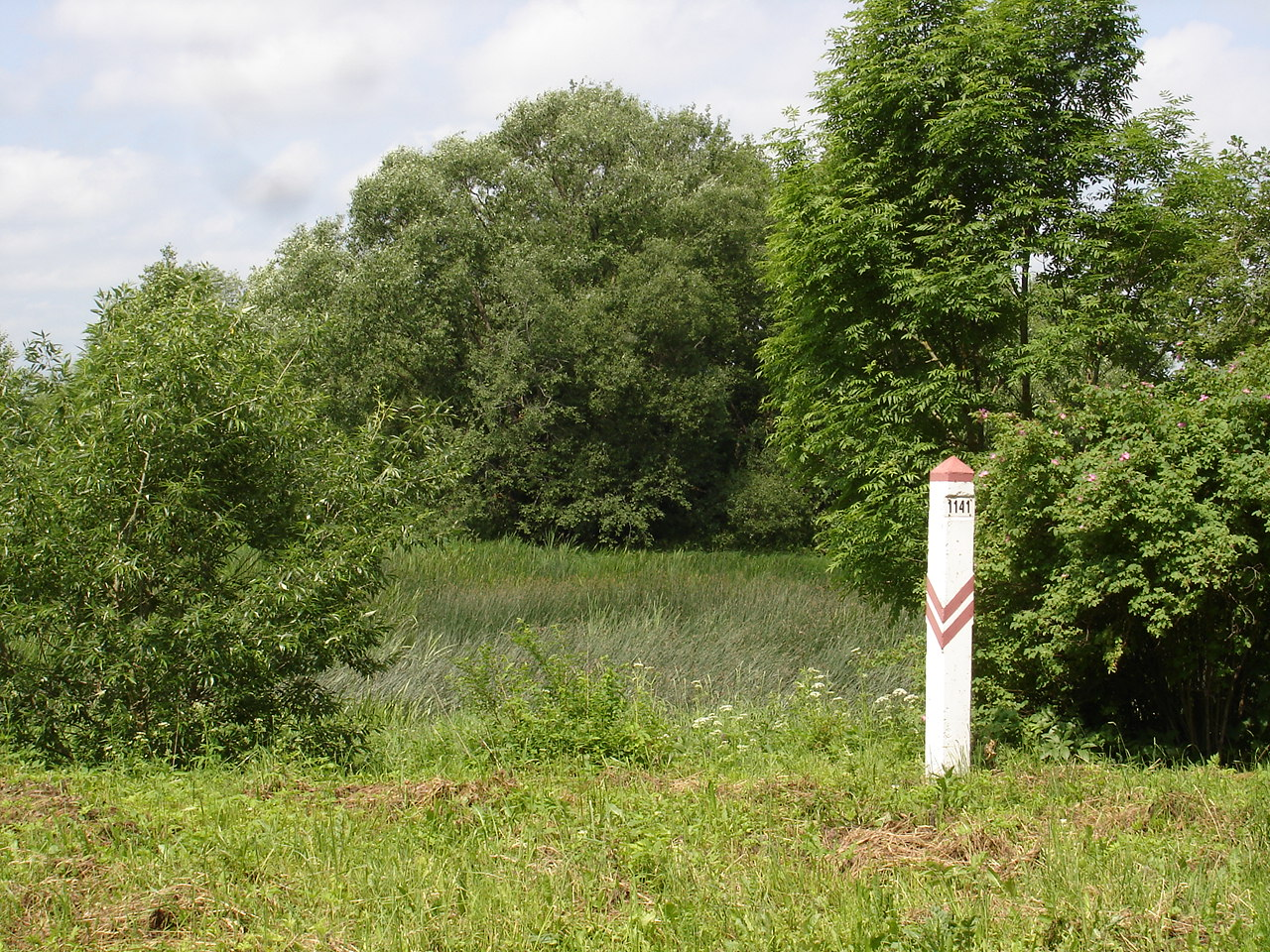
Grenzpfahl am Memelufer bei Lielmēmele  Juni 2010
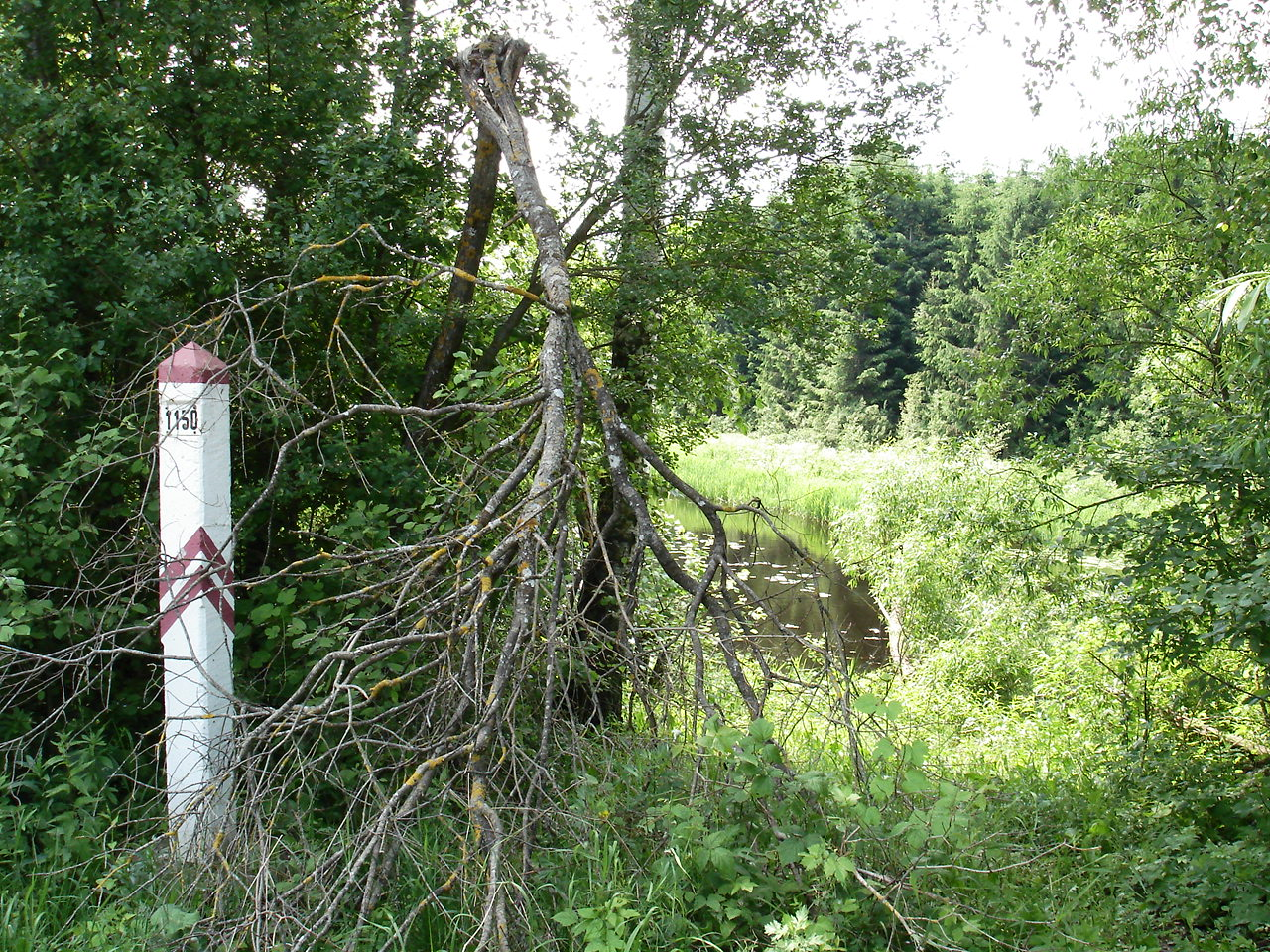
Lettischer Grenzpfahl № 1150 am Memelufer  Juni 2010
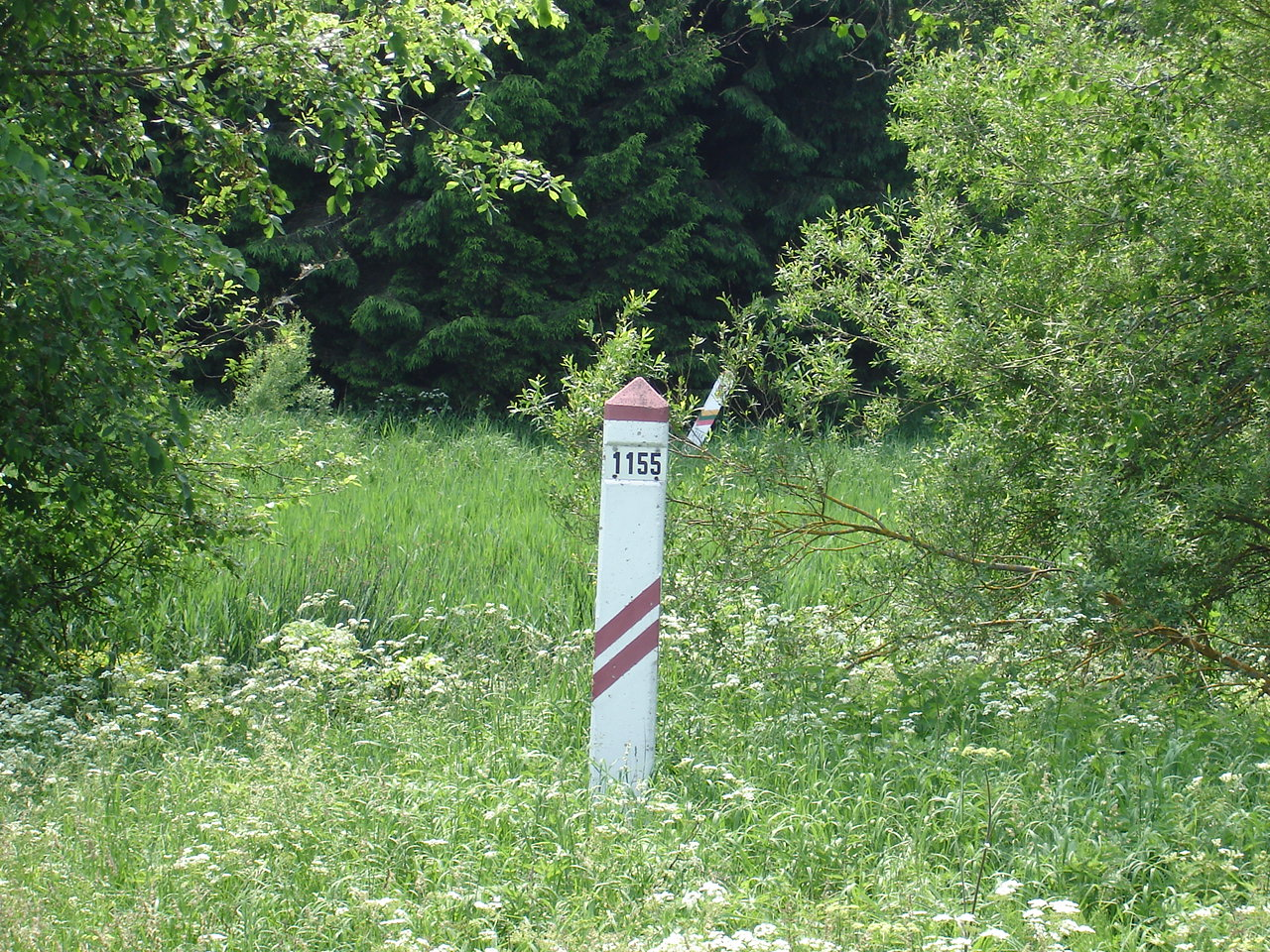
Lettischer Grenzpfahl № 1155 am Memelufer  Juni 2010
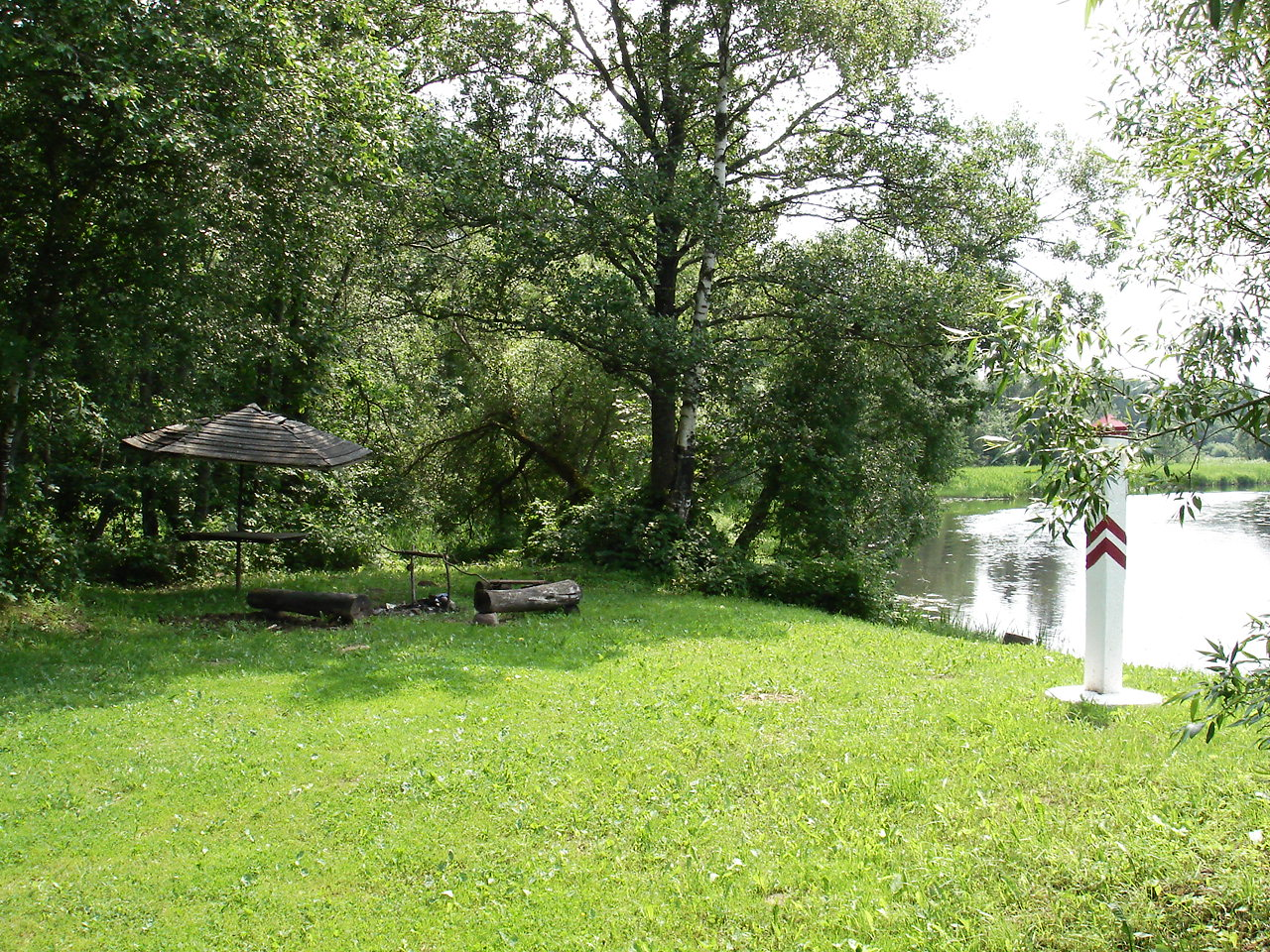
Grenz-Picknick bei Vītoli  Juni 2010
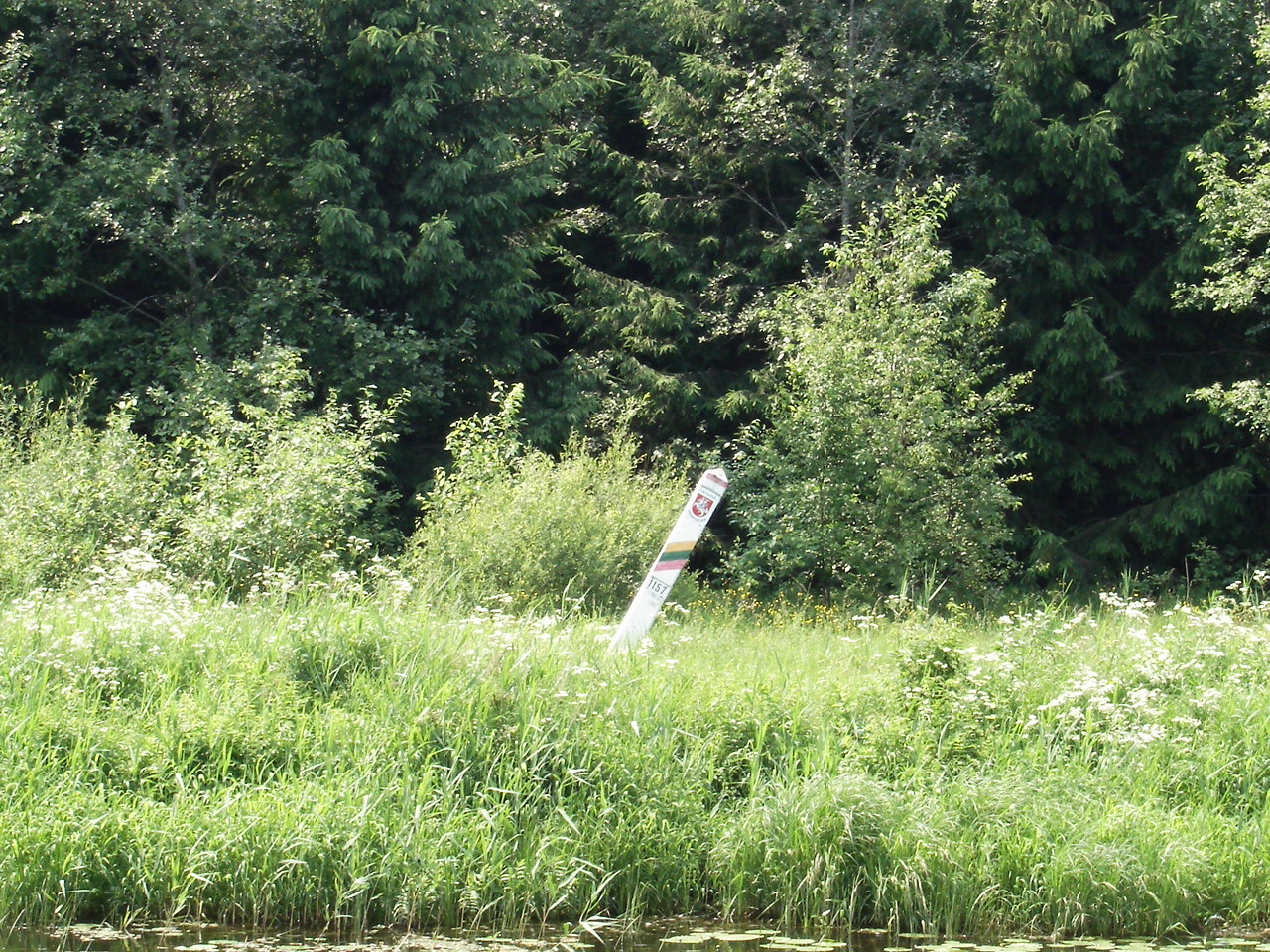
Litauischer Grenzpfahl
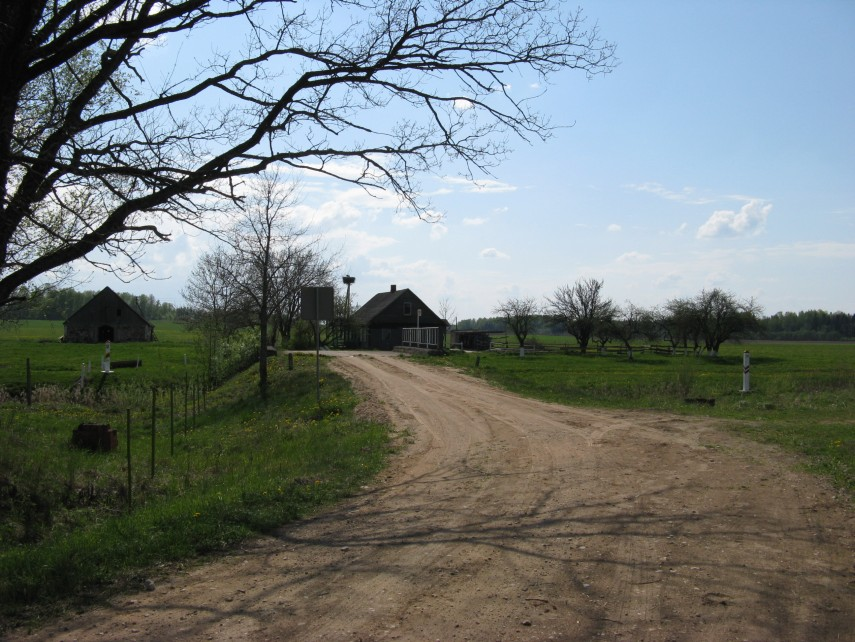
Grenzstraße bei Paneretys  Mai 2008
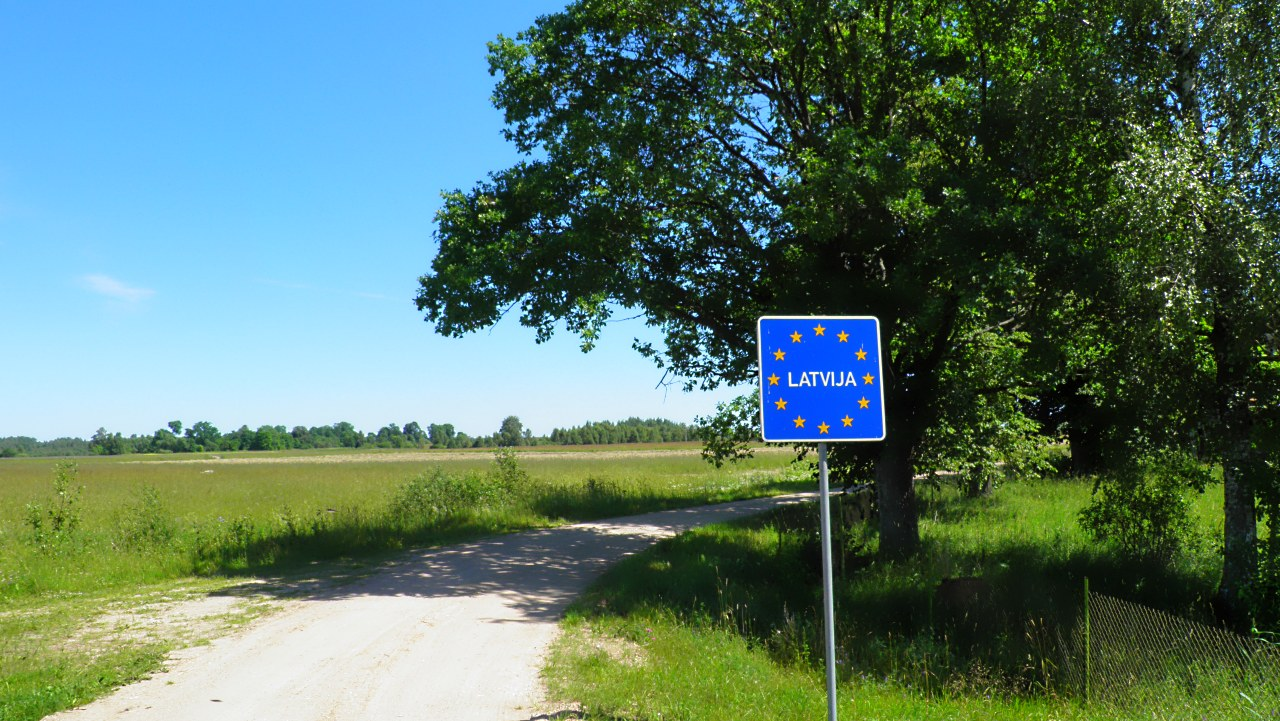
Grenze bei Paneretys  Juni 2010
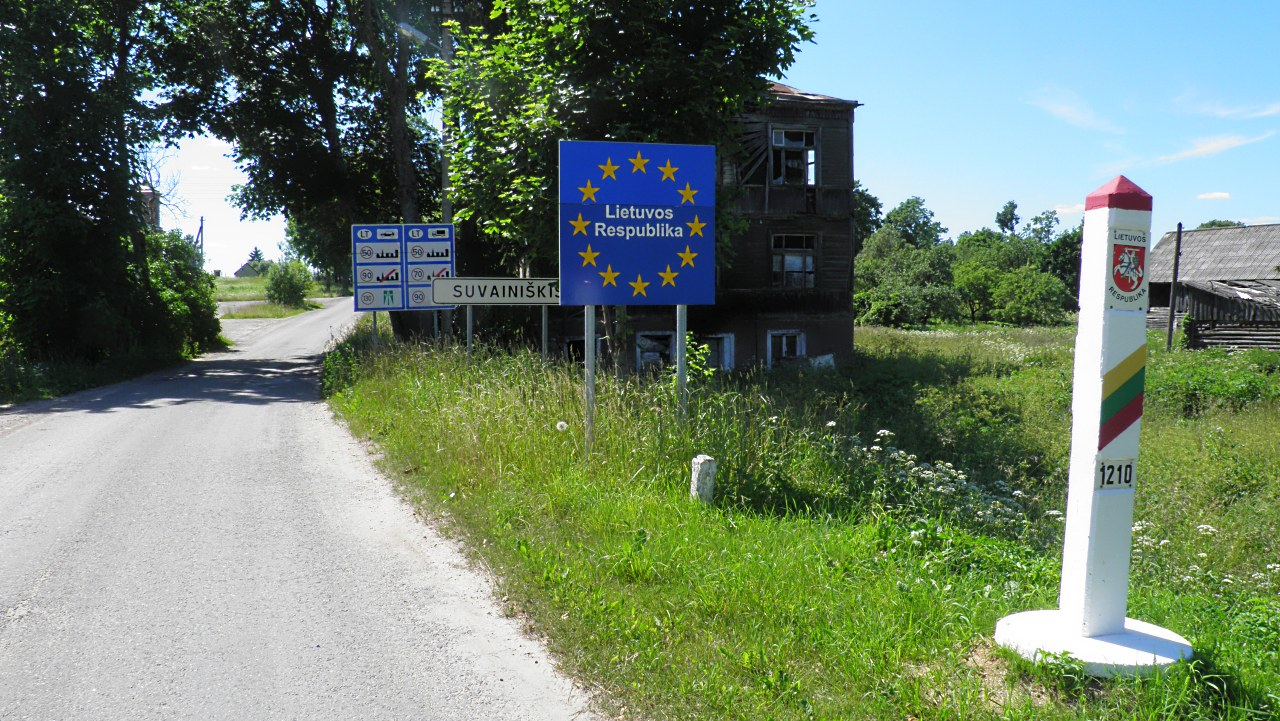
Grenze Nereta/Suvainiškis  Juni 2010
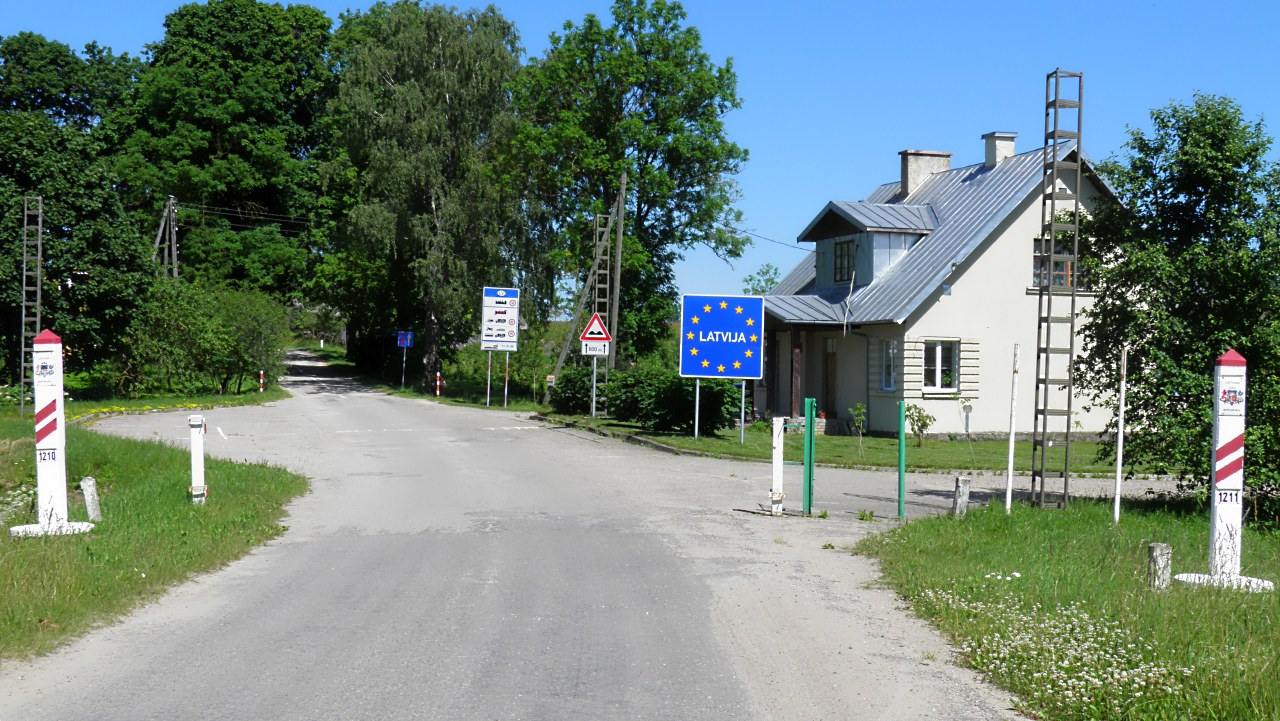
Grenze Suvainiškis/Nereta
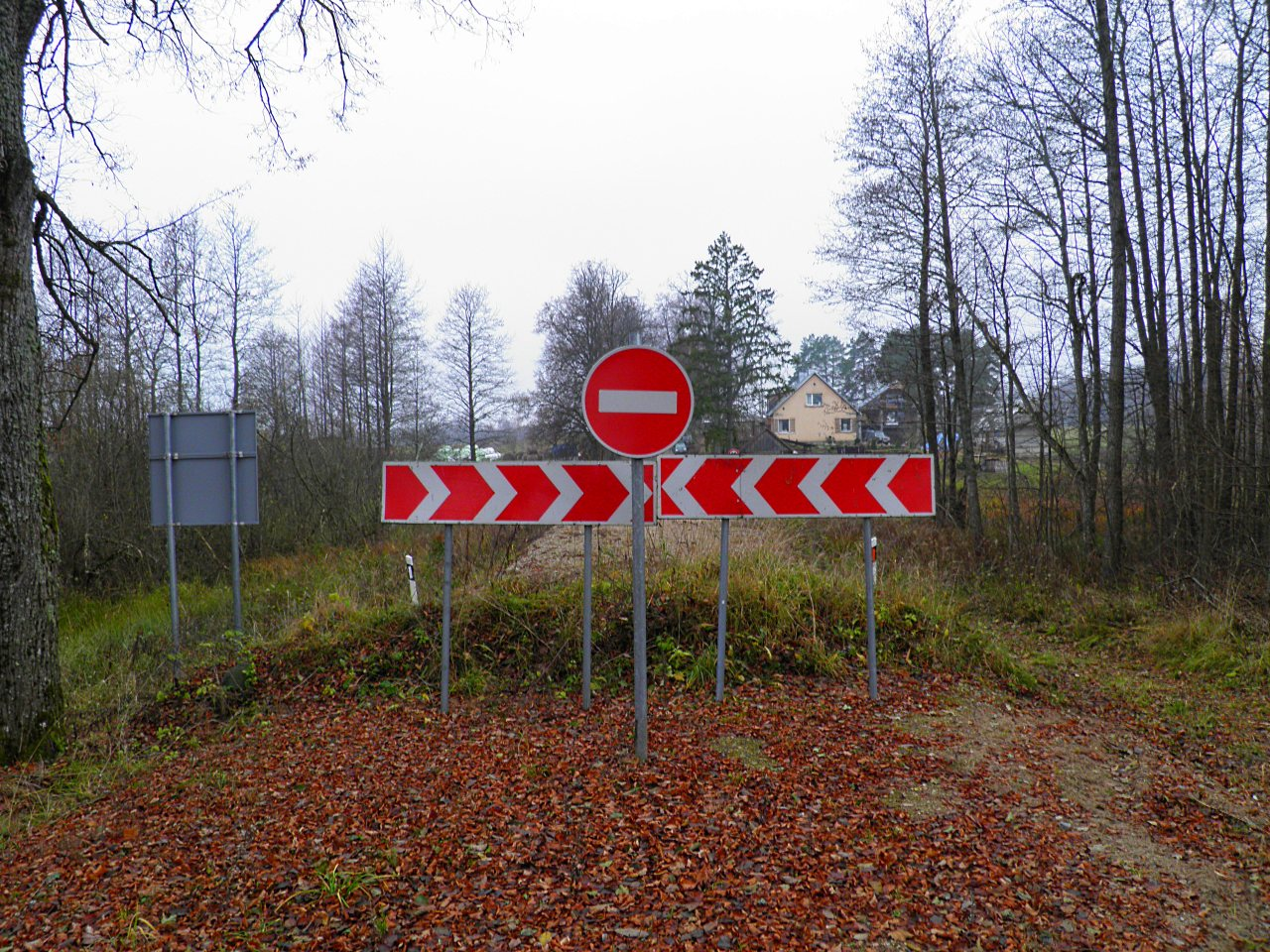
Sperre zwischen Ilzenbergas & Rite  Nov. 2010
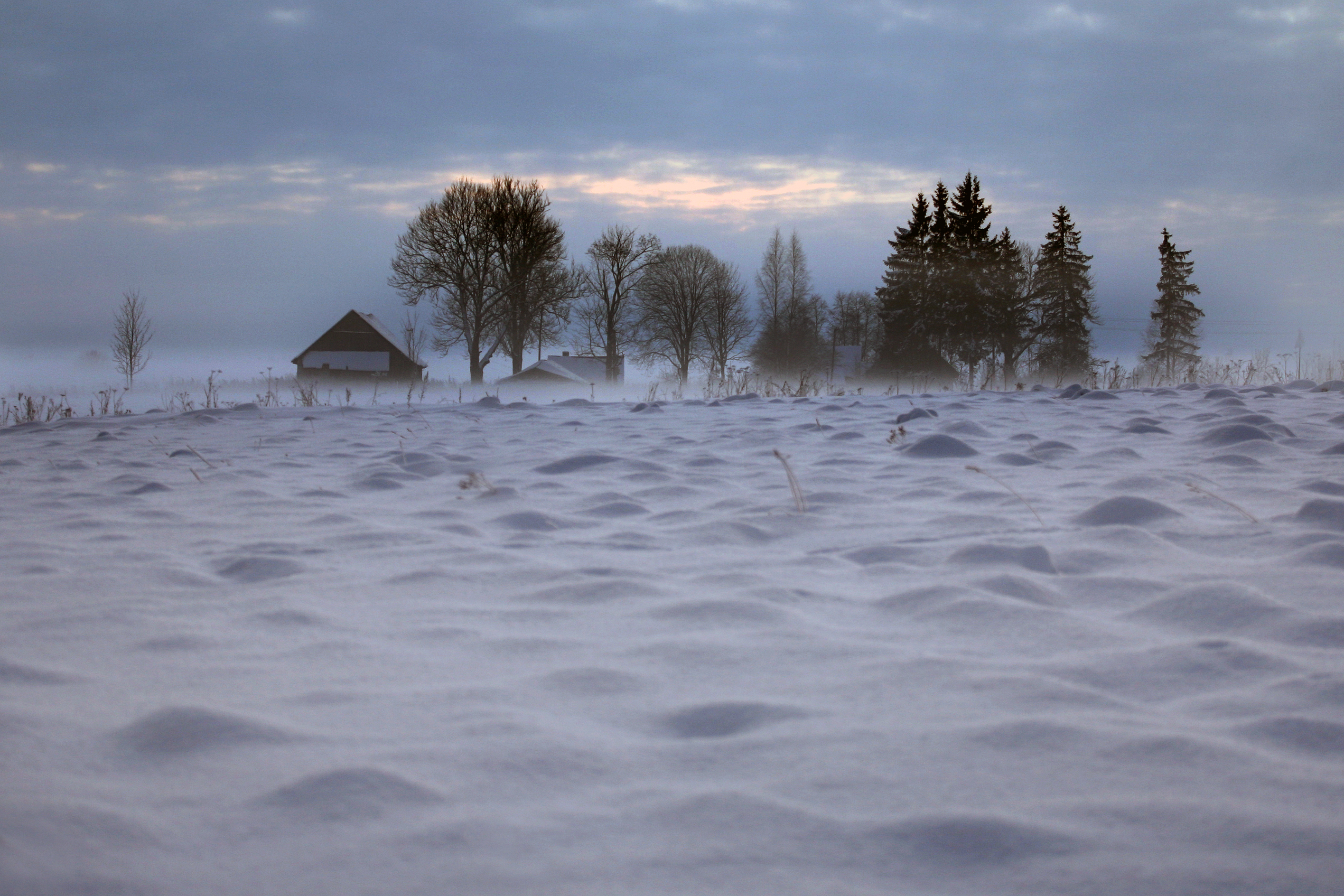
Grenzlandschaft LT/LV bei Aknīste und Jodupe  1. Jan. 2010
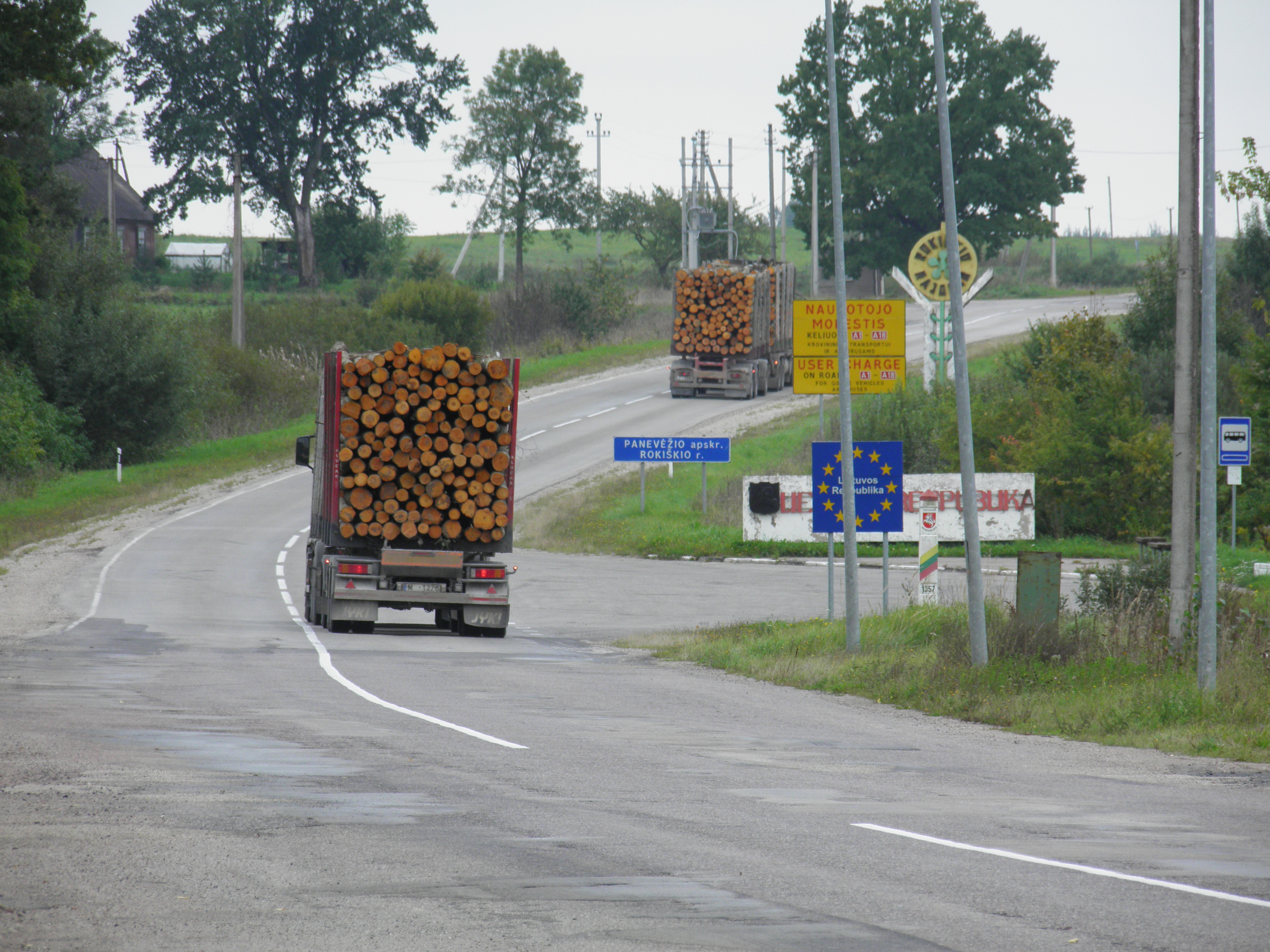
Grenzverkehr Subate/Pasubate  Sept. 2010
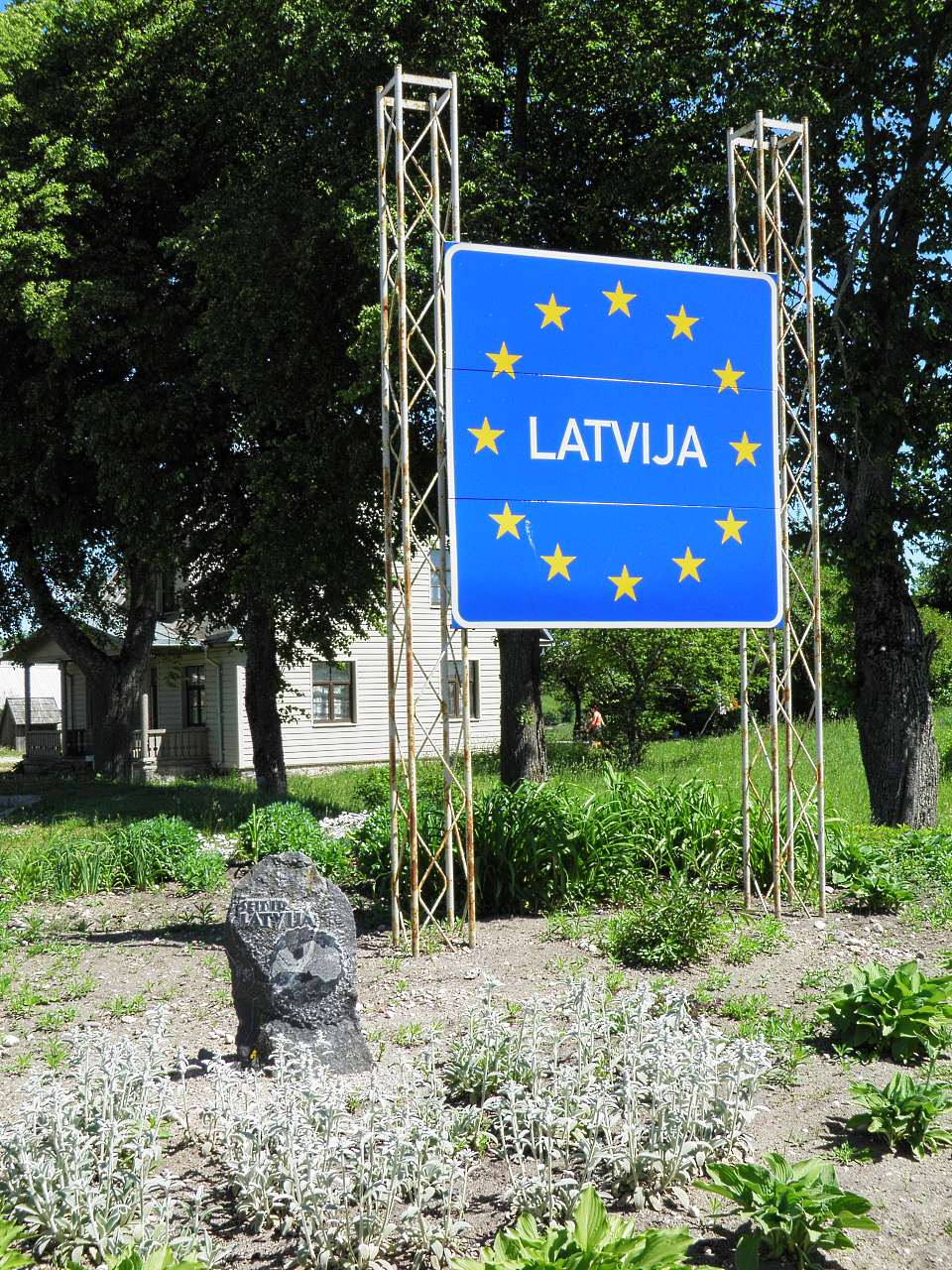
Grenzstein in Subate  Juni 2011
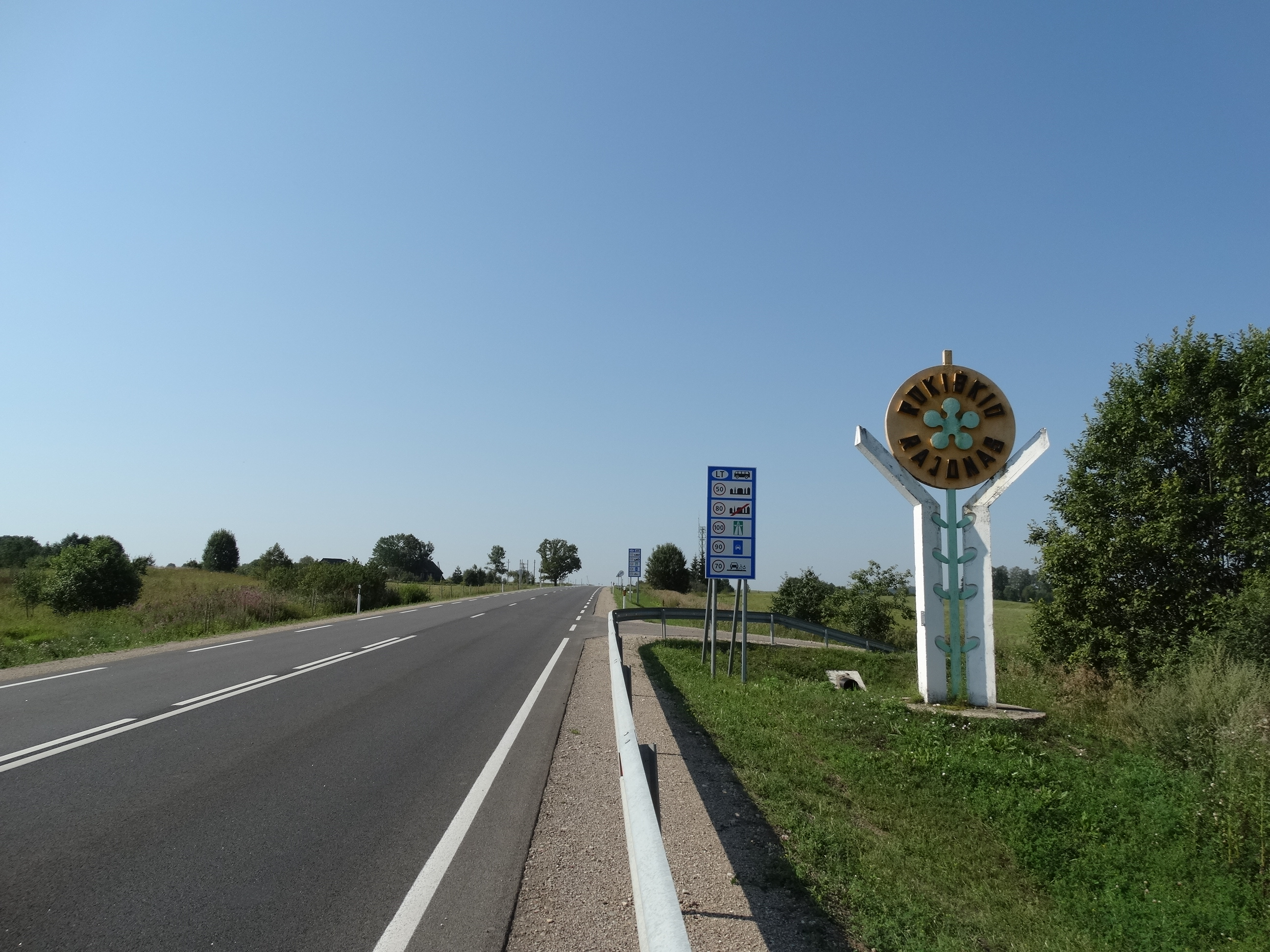
Grenze Rajongemeinde Rokiškis  August 2014
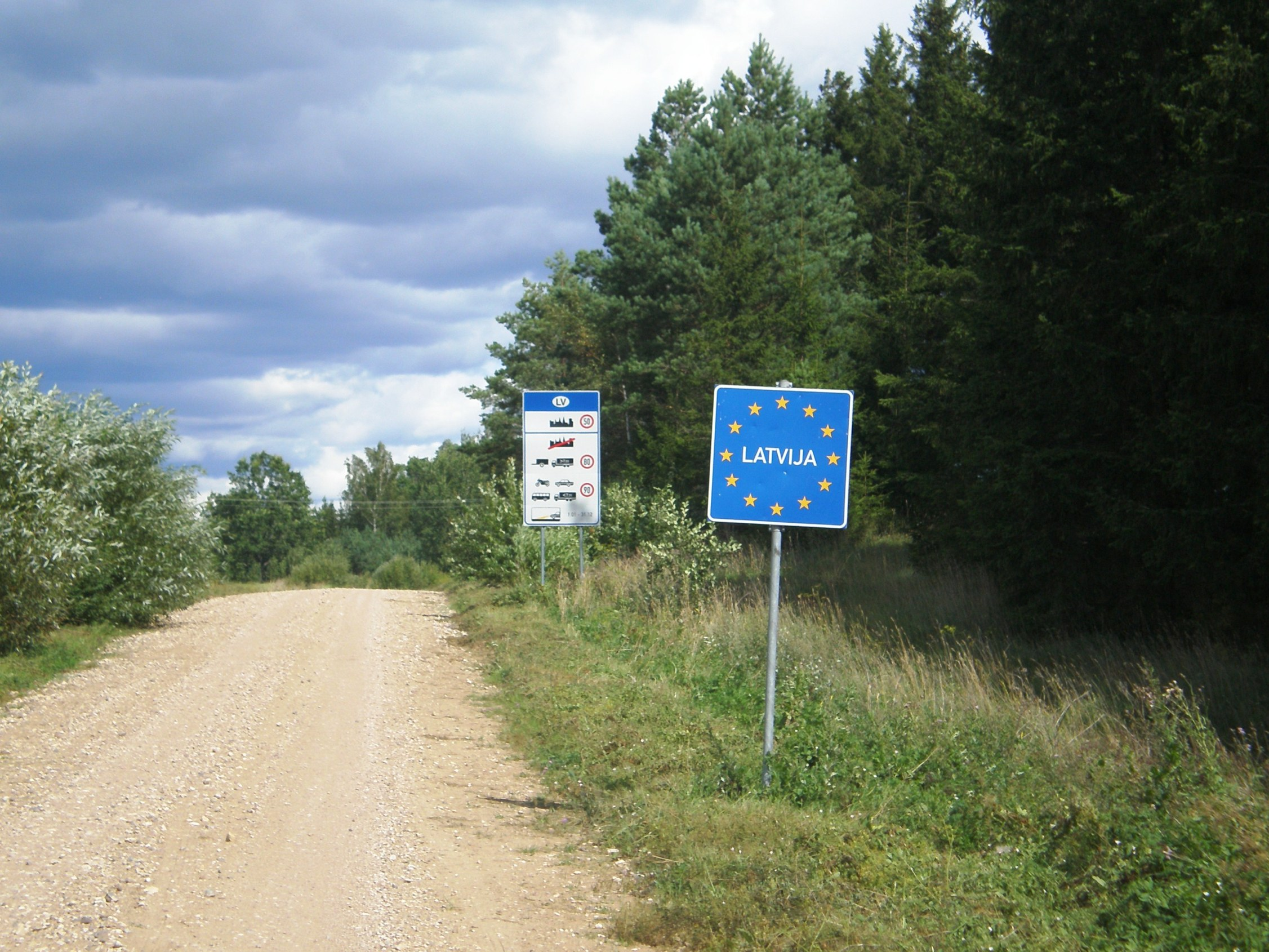
Lettische Grenze bei Stelmuže  August 2009
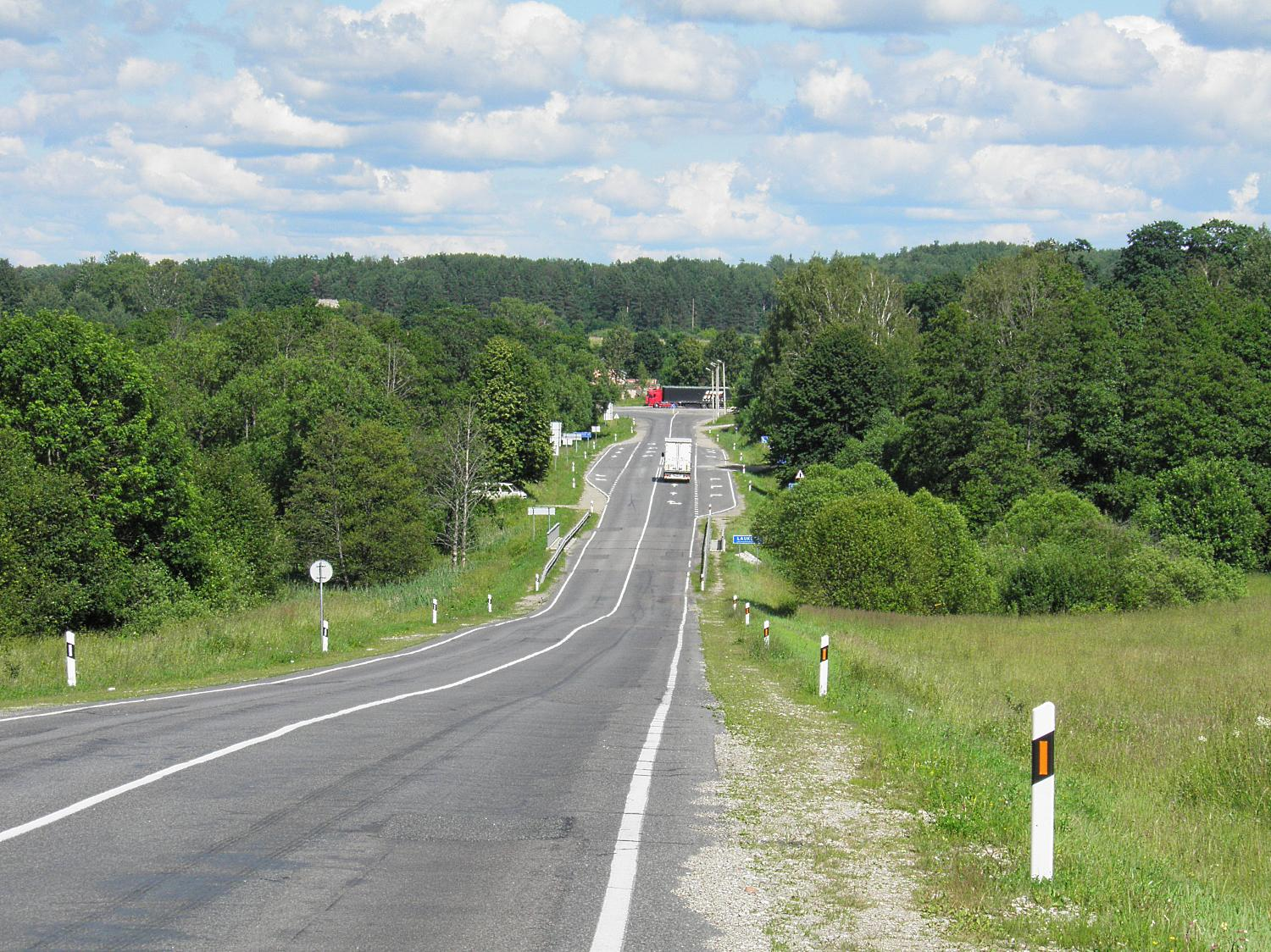
Grenze Smėlynė  Juni 2012
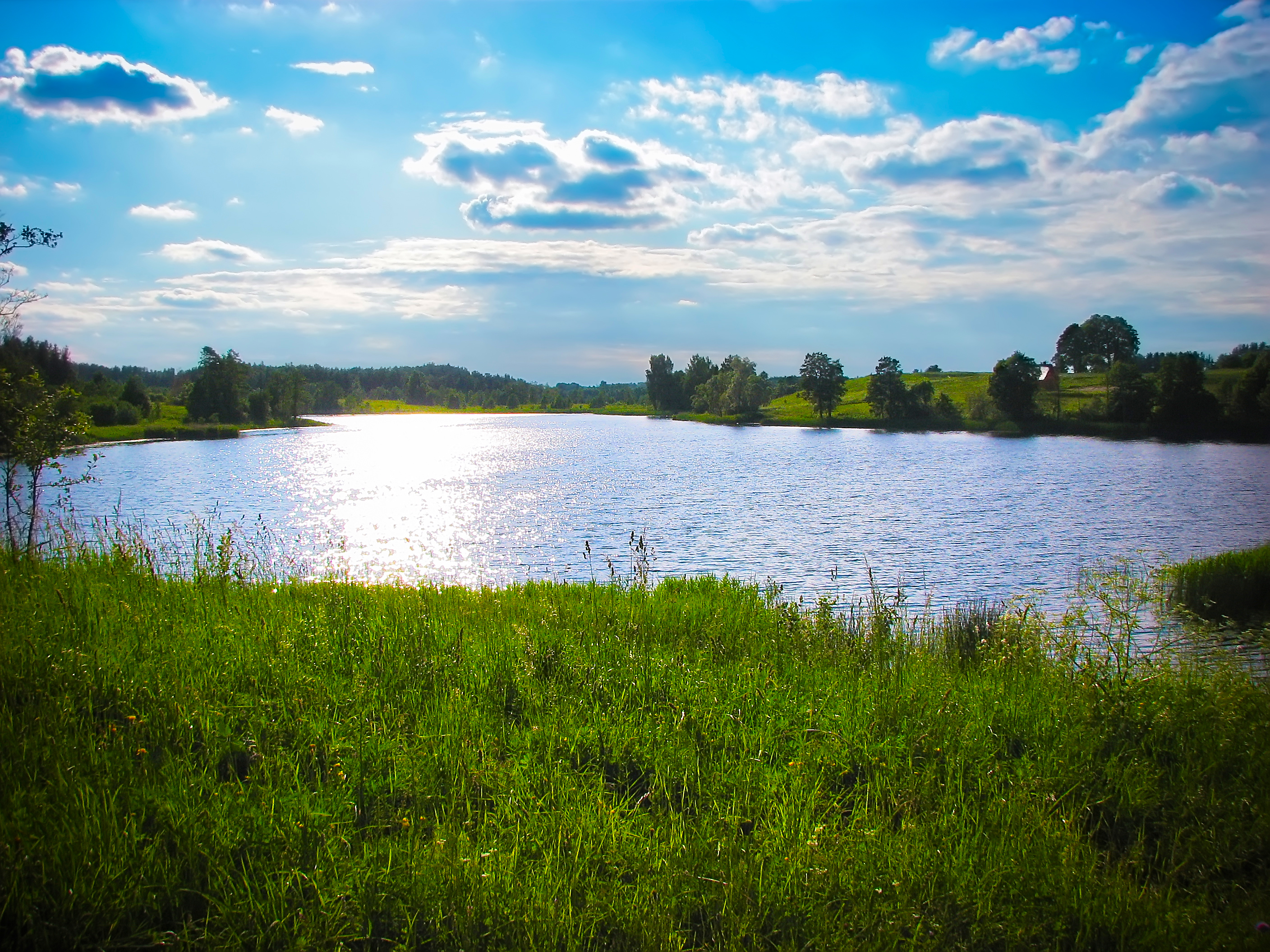
Grenzsee Kumpotis  April 2015
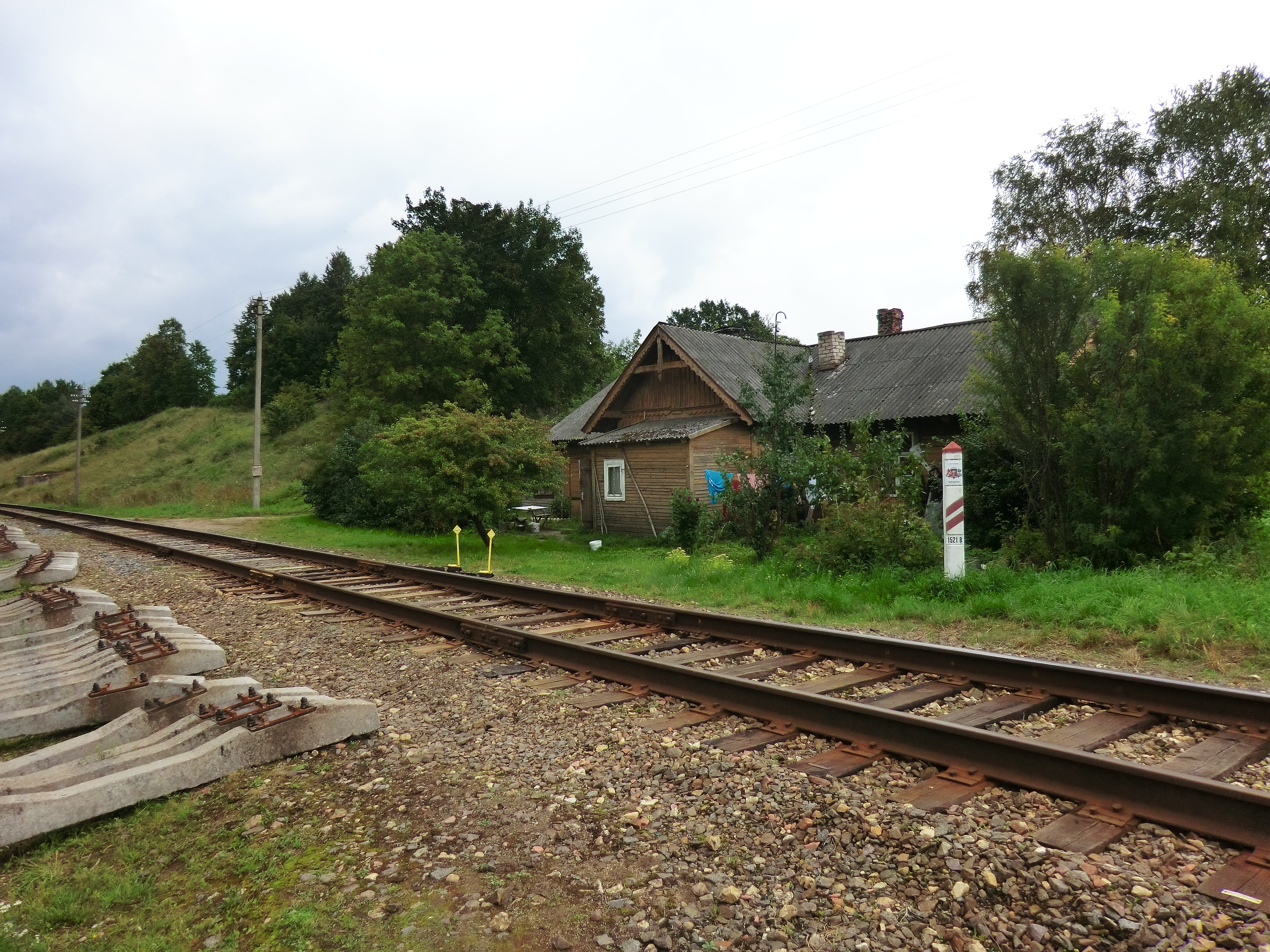
Bahngrenze Dainavas  August 2012
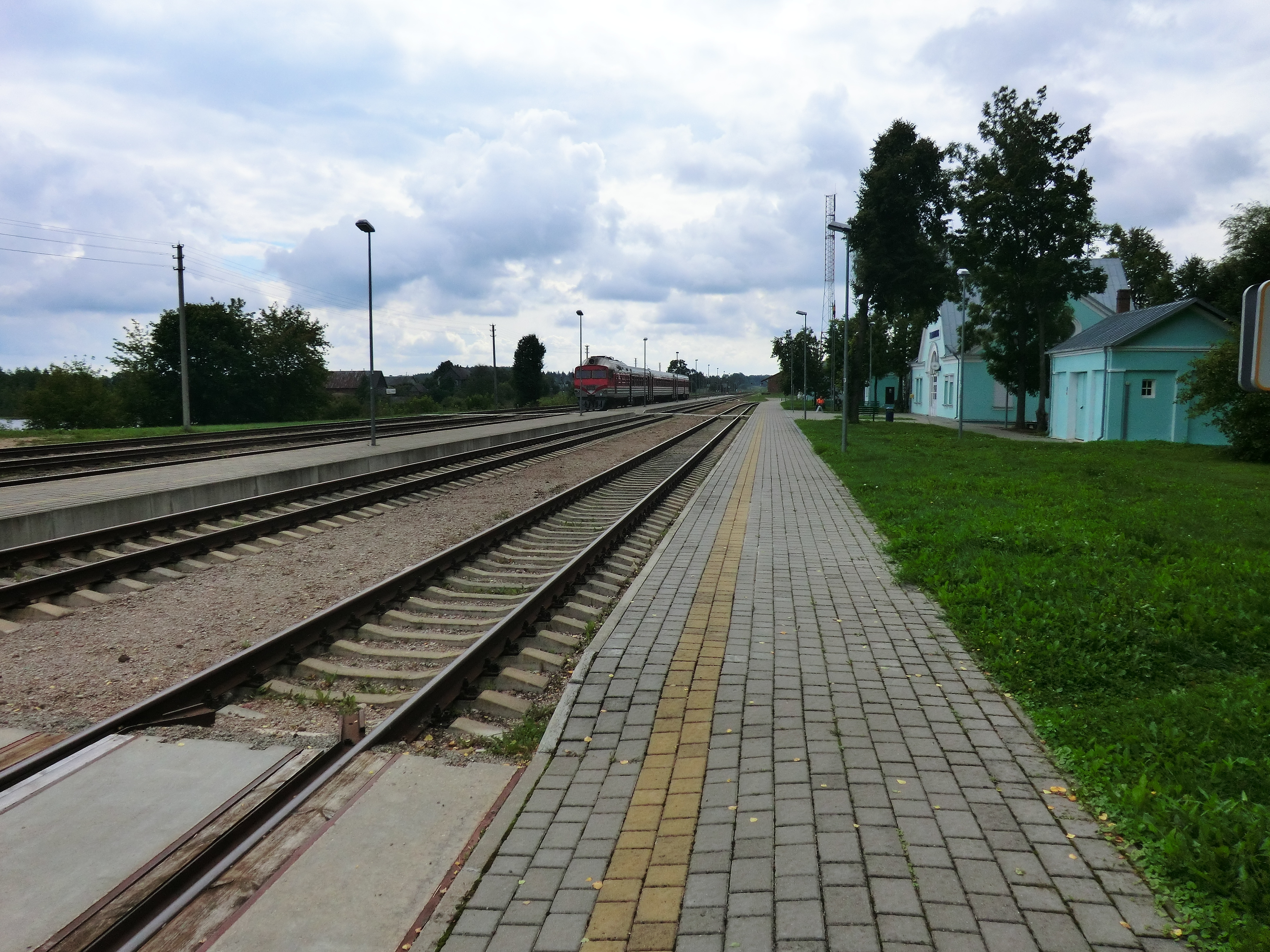
Grenzstation Turmantas  August 2012